# Moesia

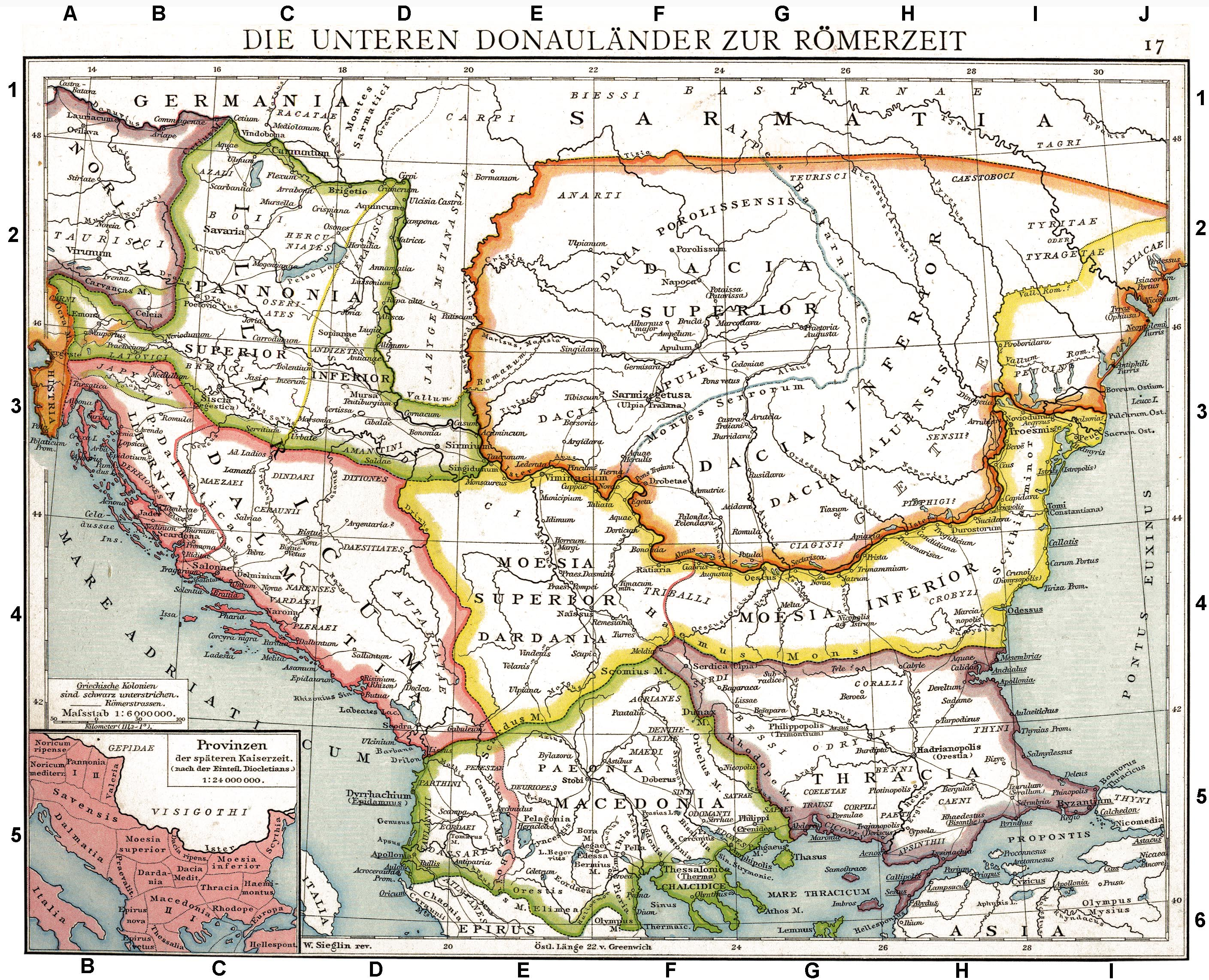
Römische Provinzen in Südosteuropa (1. Jahrhundert n. Chr.)

Moesia (altgriechisch Μοισία Moisia, deutsch Mösien bzw. Moesien) war in der Antike eine vorwiegend von Thrakern bewohnte Region auf dem Balkan. Sie erstreckte sich über mehrere hundert Kilometer in west-östlicher Richtung am südlichen Ufer der unteren Donau. Den Namen bekam das Gebiet nach dem dort ansässigen thrakischen Stamm der Moesier (oder auch Myser).
Im Jahre 29 v. Chr. wurde Mösien von Marcus Licinius Crassus erobert und später in eine römische Provinz umgewandelt. Im ersten Jahrhundert n. Chr. teilten die Römer das Gebiet in die Provinzen Moesia Superior (Obermösien) und Moesia Inferior (Niedermösien). Letzteres umfasste den nördlichen Teil des heutigen Bulgarien von der Donau bis zum Balkangebirge und die heute rumänische Dobrudscha. Obermösien ist in etwa deckungsgleich mit Serbien südlich der Donau und dem Kosovo. Dazu kommt noch ein schmaler Streifen im Norden der heutigen Republik Nordmazedonien.
Mösien war zu Zeiten der Römer eine nahezu ständig gefährdete Grenzprovinz, die mit hohem Aufwand gegen Einfälle barbarischer Völker aus dem Norden verteidigt werden musste. Bis zu fünf Legionen und zahlreiche Hilfstruppeneinheiten waren hier dauerhaft stationiert. Unter Kaiser Trajan (98–117) war das Gebiet Ausgangspunkt für die Eroberung Dakiens. Ab der Mitte des 3. Jahrhunderts bedrängten auch die Goten die Provinzen an der unteren Donau. Nachdem Kaiser Aurelian die – nördlich der Donau gelegene – Provinz Dakien 274 wieder hatte aufgeben müssen, organisierte er die Verteidigung des Reiches an diesem Abschnitt des Limes vollkommen neu. Auf dem Gebiet Mösiens existierten fortan fünf, seit Kaiser Diokletian sechs kleinere Provinzen. Bei der endgültigen Reichsteilung im Jahre 395 fiel Mösien an Ostrom, das die Region noch bis zum Ende der Herrschaft des Kaisers Maurikios († 602) halten konnte.
Hernach siedelten sich dort Bulgaren und Slawen an und begründeten das erste Bulgarische Reich. In Bulgarien verwendet man noch heute die Bezeichnung Misija (bulgarisch Мизия Misija) als Synonym für Nordbulgarien, allerdings ohne das Gebiet der Dobrudscha.

## Geographie
Mösien umfasste einen breiten Streifen Landes am südlichen Ufer der unteren Donau. Es reichte von Singidunum bis zur Mündung des Flusses. Im Norden grenzte das Land an Dakien und Skythien. Westlich lag Illyrien, südwestlich Dardanien und Päonien. Im Süden wurde Mösien durch den Haemus von Thrakien getrennt. Im Osten reichte es, die Scythia Minor einschließend, bis an das Ufer des Schwarzen Meeres. Niedermösien wurde zum größten Teil durch fruchtbare Ebenen eingenommen, Scythia Minor durch ebenfalls flache Steppen. Obermösien war vornehmlich Mittelgebirgsland. Dort befanden sich wichtige Bergwerke. Vor allem wurden hier Eisenerz, Blei und Silber gewonnen.
Für die Griechen zählte das Gebiet noch zu Thrakien. Relativ zuverlässige Informationen geben die nur spärlich überlieferten griechischen Quellen über die Region am Unterlauf der Donau und an der Schwarzmeerküste (Niedermösien und Scythia Minor). Über das weiter westlich gelegene Obermösien hatten die Griechen nur vage Vorstellungen. Die Einwohner der Region wurden als Geten bezeichnet, deren Siedlungsgebiet die Griechen zu beiden Seiten der unteren Donau verorteten. Im weiteren Sinn sah man die Geten als Teil des in viele Stämme zerfallenden thrakischen Volkes.
Der namengebende Stamm der Mösier oder Myser siedelte in der Gegend des Donaudurchbruchs zu beiden Seiten der heutigen serbisch-bulgarischen Grenze. Die Nordgrenze ihres Landes war klar durch die untere Donau markiert. Wie weit das Gebiet der Myser im Osten und Süden reichte, ist unbekannt und auch archäologisch kaum feststellbar, da es sich bei den Nachbarn um ethnisch und kulturell nahe verwandte thrakisch-getische Völker handelte. Westlich des Flusses Margus schloss sich das Gebiet der illyrischen Autariaten an, die Ende des 4. Jahrhunderts v. Chr. von den keltischen Skordiskern nach Süden abgedrängt wurden.
Unter römischer Herrschaft reichte Mösien weit über das Gebiet der Myser hinaus und schloss die Wohnsitze mehrerer anderer Völker mit ein, namentlich die der vorerwähnten Skordisker sowie jene der Triballer, Krobyzen und Dardaner. Die Verwaltung der Region wurde im Laufe der fünf Jahrhunderte andauernden Römerherrschaft mehrfach neu organisiert und das Land in mehrere Provinzen aufgeteilt. Das westlich gelegene Obermösien wurde 29 v. Chr. ins Imperium eingegliedert. Im Westen markierte der Fluss Drinus die Grenze zu Illyrien. Im Süden gehörte Dardanien mit Naissus dazu. Das vormals päonische Scupi (heute Skopje), römisch von 148 v. Chr. an, wurde 6 n. Chr. Obermösien zugeschlagen. Im Osten reichte dieses bis zum Fluss Ciabrus. Östlich davon erstreckte sich Niedermösien in der heute bulgarischen Donauebene. Die südliche Grenze zur Provinz Thrakien bildete die Kette des Haemus. Nordöstlich schloss sich die mit griechischen Kolonialstädten durchsetzte Scythia Minor an. Dieses Gebiet am Schwarzen Meer, das etwa der heutigen Dobrudscha entspricht, wurde im 1. Jahrhundert nach Chr. von den Römern mit Mösien vereinigt. Von Singidunum bis zur Mündung ins Schwarze Meer war die Donau die Nordgrenze Mösiens und gleichzeitig die längste Zeit auch Außengrenze des Reiches.

### Verkehr

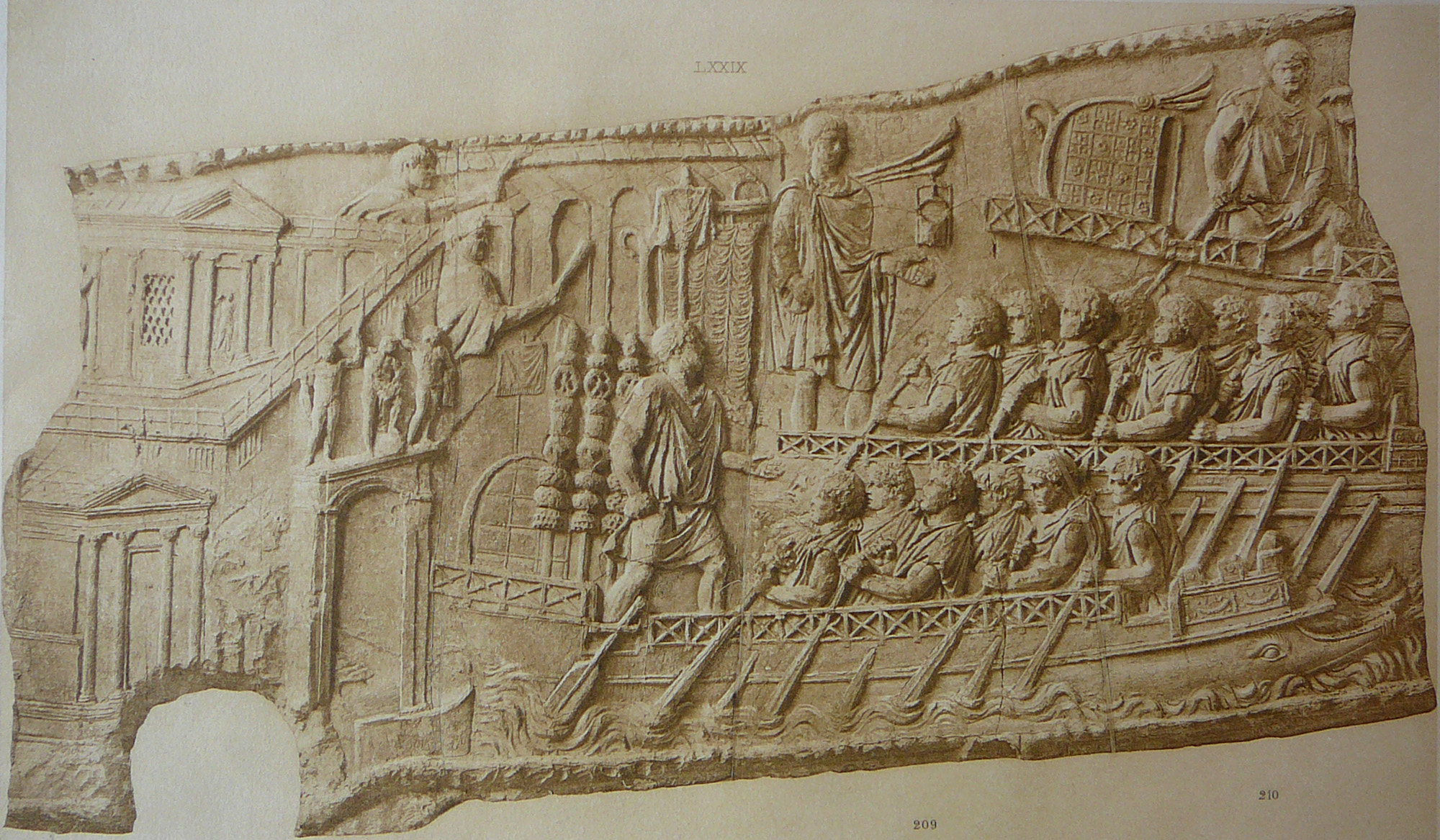
Römische Schiffe auf der unteren Donau, Relief der Trajanssäule

Abgesehen von der Donau als dem wichtigsten natürlichen Verkehrsweg in ost-westlicher Richtung, verliefen schon seit prähistorischer Zeit einige bedeutende Handelswege durch Mösien, die den Kontakt mit der griechischen Küste im Süden herstellten. Sie wurden später von den Römern zu festen Straßen ausgebaut.
Am wichtigsten war die Route durch das Tal der Morava von Viminatium an der Donau über Naissus, Scupi und Stobi nach Thessalonice. In Naissus zweigte ein Weg ab, der über Serdica ins Innere Thrakiens und weiter bis zu den griechischen Städten an der Propontis führte. Zur Via Militaris ausgebaut wurde diese Straße später zu einer der wichtigsten Verbindungen in den Osten des Römischen Reiches. Mehrere Routen querten von der Donau kommend den Haemus und führten ebenfalls nach Thrakien. Wohl erst ab römischer Zeit von größerer Bedeutung war die Via Pontica. Sie verband die Städte am Ufer des Schwarzen Meeres und war sozusagen die Hauptstraße für die Scythia Minor. In Mösien waren neben der Donau auch die Unterläufe ihrer Zuflüsse Margus, Timacus, Oescus und Iatrus schiffbar.
| Städte in Mösien      | Städte in Mösien                 | Städte in Mösien                        | Städte in Mösien |
| Name                  | Lage                             | Ursprung                                |                  |
| --------------------- | -------------------------------- | --------------------------------------- | ---------------- |
| Abrittus              | Niedermösien (Razgrad)           | thrak. Siedlung/ röm. Kastell           |                  |
| Aegyssus              | Scythia Minor (Tulcea)           | griech. Kolonie                         |                  |
| Axiopolis             | Scythia Minor (Cernavodă)        | griech. Emporion                        |                  |
| Civitas Tropaensium   | Scythia Minor (bei Adamclisi)    | Veteranenkolonie                        |                  |
| Dionysopolis          | Scythia Minor (Baltschik)        | griech. Kolonie                         |                  |
| Durostorum            | Niedermösien (Silistra)          | röm. Kastell                            |                  |
| Halmyris              | Scythia Minor (Murighiol)        | getische Siedlung                       |                  |
| Histria               | Scythia Minor (Istria)           | griechische Kolonie                     |                  |
| Horreum Margi         | Obermösien (Ćuprija)             | unbekannt                               |                  |
| Kallatis              | Scythia Minor                    | griechische Kolonie                     |                  |
| Margum                | Obermösien (Dubravica)           | unbekannt                               |                  |
| Marcianopolis         | Niedermösien (Dewnja)            | röm. Siedlungskolonie                   |                  |
| Municipium Dardanorum | Dardanien (bei Mitrovica)        | Bergbausiedlung                         |                  |
| Naissus               | Obermösien (Niš)                 | röm. Lager/ Veteranenkolonie            |                  |
| Nicopolis ad Istrum   | Niedermösien (Nikjup)            | Veteranenkolonie                        |                  |
| Novae                 | Niedermösien                     | röm. Kastell                            |                  |
| Noviodunum            | Scythia Minor (Isaccea)          | griech. Emporion röm. Kastell           |                  |
| Odessos               | Niedermösien (Warna)             | griechische Kolonie                     |                  |
| Oescus                | Niedermösien                     | röm. Legionslager                       |                  |
| Ratiaria              | Obermösien (bei Widin)           | röm. Handels- niederlassung             |                  |
| Scupi                 | Dardarnien (Skopje)              | Veteranenkolonie                        |                  |
| Sexaginta Prista      | Niedermösien (Russe)             | röm. Kastell                            |                  |
| Singidunum            | Obermösien (Belgrad)             | Festung d. Skordisker röm. Legionslager |                  |
| Tomis                 | Scythia Minor (Constanța)        | griechische Kolonie                     |                  |
| Troesmis              | Scythia Minor (bei Măcin)        | getische Festung röm. Legionslager      |                  |
| Ulpiana               | Dardarnien (bei Pristina/Lipjan) | Bergbausiedlung Veteranenkolonie        |                  |
| Viminatium            | Obermösien (Kostolac)            | röm. Legionslager                       |                  |

### Städte
Die vorrömische Bevölkerung Mösiens hatte keine Städte gebaut. Sie siedelte in Dörfern, von denen aber viele wegen der ständigen Kriege und Überfälle in der Region befestigt werden mussten. Unter den größeren befestigten Orten ragten besonders das skordiskische Singidunum an der Donau und das südlich davon gelegene Naissus heraus. Diese beiden Festungen waren ursprünglich im 3. Jahrhundert v. Chr. von eingewanderten Kelten erbaut worden. An der Schwarzmeerküste, der Scythia Minor, haben griechische Kolonisten einige Städte gegründet; die wichtigsten waren Tomis, Histria und Odessos (das heutige Warna). Die ältesten dieser Kolonien entstanden im 7. Jh. v. Chr. Viele von ihnen erreichten ihre höchste Blüte erst während der Römerherrschaft.

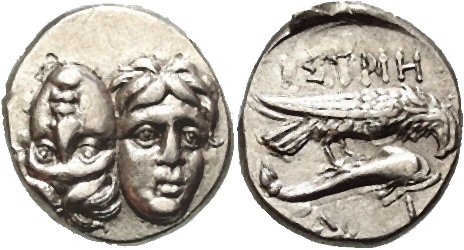
Münze der griechischen Stadt Histria

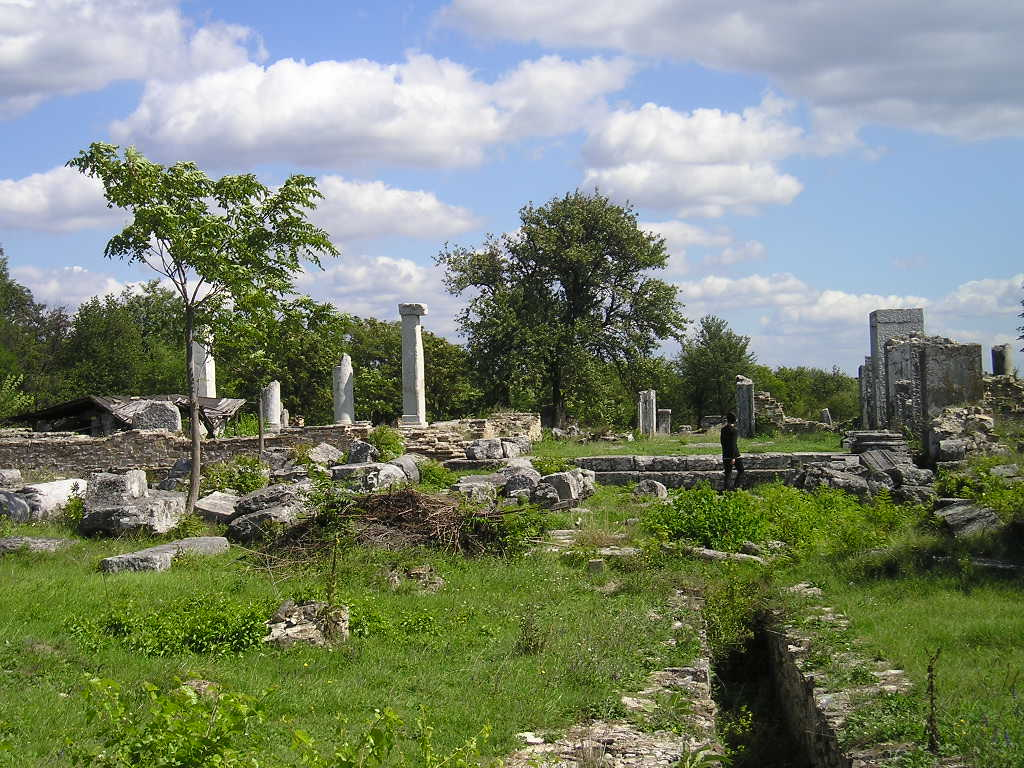
Forum von Nicopolis ad Istrum, 102 von Trajan gegründet

Die ersten römischen Städte entstanden – wie in anderen Grenzprovinzen des Imperiums auch – im Umfeld der großen Militärlager. Dementsprechend lagen alle diese Städte an strategisch günstigen Stellen am Donauufer. Nicht selten ersetzten sie ältere Siedlungsplätze der Kelten oder Thraker, wenngleich nirgendwo in Mösien lokale Kontinuität gegeben war. So mussten z. B. die unterworfenen Kelten ihre hoch gelegenen Oppida verlassen; ihre nach römischer Art angelegten Nachfolgesiedlungen befanden sich in den besser zu kontrollierenden Tälern. Am Beginn ihrer Entwicklung im ersten Jahrhundert n. Chr. standen regelmäßig Zivilsiedlungen, deren Bewohner vorwiegend vom Handel mit den Legionen lebten. In Obermösien waren dies Singidunum und Viminatium, in Niedermösien Oescus und Novae. Im 2. Jahrhundert kamen dort noch Durostorum, Troesmis und Noviodunum hinzu.
Als einzige größere Stadt im Hinterland Obermösiens ging auch Naissus, das bereits 75 v. Chr. römisch geworden war, auf ein Militärlager zurück. Nachdem die Grenze an die Donau vorverlegt worden war, wandelten die Flavier den Standort in eine Veteranenkolonie um. Zwischen diesen Hauptorten gab es noch eine Reihe kleinerer Ansiedlungen in der Nähe von römischen Kastellen, die oft ebenfalls einen stadtähnlichen Charakter aufwiesen, so z. B. Aquae, Timacum Minus und Aureus Mons in Obermösien oder der Flottenstützpunkt Sexaginta Prista in Niedermösien.
Durch verschiedene Kaiser, insbesondere Domitian, Trajan und Hadrian, wurden viele schon länger bestehende Orte politisch aufgewertet, indem sie den Status eines Municipiums erhielten oder gar zur Colonia erhoben wurden. Trajan und Hadrian gründeten nach der Eroberung Dakiens auch im mösischen Hinterland Städte, in denen Veteranen der Dakerkriege angesiedelt wurden, so z. B. das dardanische Ulpiana, Nicopolis ad Istrum, Civitas Tropaensium und Marcianopolis. Schließlich gab es in Mösien einige Städte, die ihre Existenz dem Bergbau verdankten, so etwa Muncipium Dardanorum.

## Geschichte

### Vorrömische Eisenzeit
Mösien wurde in der ersten Hälfte des 1. Jahrtausends v. Chr. von verschiedenen Völkern bewohnt, die kulturell den Thrakern zuzurechnen sind. Ihre Existenz ist ausschließlich durch archäologische Quellen nachgewiesen. Seit dem 7. Jahrhundert entstanden in der Scythia Minor an der Schwarzmeerküste einige griechische Kolonien. Damit geriet auch das Hinterland ins Blickfeld der Griechen. Einige der an der unteren Donau siedelnden Völker sind seitdem in schriftlichen Quellen belegt. Herodot († um 424 v. Chr.) erwähnt Thraker, Geten und die nomadischen Skythen, die aus den pontischen Steppen bis zur Donaumündung vorgedrungen waren. Die Triballer erscheinen zuerst bei Thukydides († 399 v. Chr.).
In den Jahren 513/512 v. Chr. überschritt der persische Großkönig Dareios I. den Hellespont durchquerte Thrakien und stieß über die Donau nach Norden vor, um die Skythen an den nördlichen Ufern des Schwarzen Meeres zu bekämpfen. Der Krieg gegen die nur schwer fassbaren Nomaden endete zwar erfolglos, der östliche Balkan wurde dennoch als thrakische Satrapie Teil des Persischen Reiches. Als Kommandanten ließ Dareios seinen General Megabazos zurück, der zumindest alle Küstenstädte unterwerfen konnte. Der persische Machtbereich erstreckte sich bis zur unteren Donau und umfasste damit auch Scythia Minor und den östlichen Teil Mösiens. Infolge des Ionischen Aufstands und der sich anschließenden griechisch-persischen Kriege konnten die Thraker ihre Unabhängigkeit zurückgewinnen. Unmittelbar an der Donau endete die persische Herrschaft wohl schon 498 v. Chr., im übrigen Thrakien knapp 20 Jahre später.
Im zweiten Drittel des 5. Jahrhunderts v. Chr. dehnte das thrakische Odrysenreich seine Macht bis an die untere Donau aus. Einige der dort siedelnden Stämme gerieten für einige Zeit in dessen Abhängigkeit. Während die odrysischen Könige Teres I. († um 450) und Sitalkes († 424) Scythia Minor und die unmittelbar westlich angrenzenden Gebiete erobern konnten, wurden sie mehrmals von den Triballern geschlagen, die so ihre Freiheit behaupteten. Mitte des 4. Jahrhunderts zerfiel das Odrysenreich wieder. Ein odrysischer Kleinstaat existierte aber als Vasall der Makedonen und später der Römer noch bis ins 1. Jahrhundert n. Chr.
Nachdem Philipp II. von Makedonien Thrakien unterworfen hatte, unternahm er 339 v. Chr. einen erfolgreichen Feldzug bis an die Donau in das Gebiet von Niedermösien. Die Makedonier konnten diese Gebiete jedoch nicht auf Dauer in Abhängigkeit halten, zumal Philipps Sohn Alexander der Große sich nach 335 ganz auf die Eroberung Asiens konzentrierte und den Donauländern weniger Beachtung schenkte. Zopyrion, der von Alexander oder dessen Reichsverweser Antipater als Statthalter von Thrakien eingesetzt worden war, unternahm 331 einen Feldzug zur Unterwerfung der griechischen Kolonie Olbia am Schwarzen Meer. Mit 30.000 Mann überquerte er die Donau und drang an der Küste nach Norden vor. Die Belagerung der Stadt scheiterte jedoch. Auf dem Rückmarsch wurde das makedonische Heer von Angriffen der Skythen und Geten, mit denen sich Olbia verbündet hatte, aufgerieben. Zopyrion wurde dabei getötet und die makedonische Herrschaft nördlich des Haemus brach zusammen.
Nach Alexanders Tod (323 v. Chr.) bekam Lysimachos bei der Aufteilung des Alexanderreiches auch die kleine Satrapie Thrakien zugesprochen. Vom Norden her war sie ständig durch Angriffe der Geten und Skythen bedroht. Gegen diese dehnte Lysimachos in mehreren Feldzügen seine Herrschaft bis über die Donau aus. Zunächst unterwarf er 314 v. Chr. die revoltierenden Städte Olbia und Odessos. Im Jahre 312 konnte er auch Kallatis einnehmen. Dann wandte er sich gegen seine Gegner unter den übrigen Diadochen und führte Krieg in Asien. Der Donaugrenze widmete er währenddessen kaum Aufmerksamkeit. Um 295 v. Chr. aber kehrte er dorthin zurück und bekämpfte den getischen König Dromichaetes, der sich ein Reich zu beiden Seiten der unteren Donau aufgebaut hatte. 292 v. Chr. wurde Lysimachos während eines Feldzugs von Dromichaetes gefangen genommen. Dieser behandelte seinen Gefangenen zuvorkommend und beide einigten sich auf einen dauerhaften Frieden. Dromichaetes heiratete eine Tochter des Lysimachos und der wiederum erhielt die thrakischen Länder südlich der Donau zurück. Nach dem Tod des Lysimachos 281 aber ging die hellenistische Herrschaft an der unteren Donau endgültig zu Ende.
Als neuer Machtfaktor tauchten zu dieser Zeit die aus Mitteleuropa südwärts wandernden Kelten in Mösien auf. Zuerst wurden die illyrischen Autariaten aus dem nördlichen Obermösien verdrängt. In diesem Gebiet an den Flüssen Savus und Drinus lebten seitdem die keltischen Skordisker, auf die dann im 1. Jahrhundert v. Chr. auch die Römer treffen sollten, als sie bis zur Donau vorstießen. 319 v. Chr. drang der keltische Heerführer Molistomos tief in das später Obermösien genannte illyrisch-thrakische Grenzgebiet ein und unterwarf dabei die Dardaner, Päonier und Triballer. In den nächsten Jahrzehnten durchzogen keltische Scharen immer wieder den Balkan. Teils waren sie auf der Suche nach Beute, teils erkundeten sie die Möglichkeiten für neue Siedlungsgebiete. 280 v. Chr. unternahm ein großes keltisches Heer unter den Führern Brennus, Cerethius, Akichorius und Bolgios einen großangelegten Angriff auf Makedonien und Griechenland. Auf ihrem Weg dorthin kämpften sie wiederum gegen die Völker Obermösiens und verheerten dabei die Länder der Triballer und Dardarner. 279 v. Chr. bei Delphi vernichtend geschlagen, zogen sich die Kelten wieder auf den nördlichen Balkan zurück. Dort blieben sie auch in den folgenden zwei Jahrhunderten weiter ein politischer Machtfaktor. Ihr Siedlungsschwerpunkt lag zwar in Pannonien, aber auch in weiten Teilen Mösiens und in Thrakien konnten viele ihrer Siedlungen archäologisch, manchmal auch sprachwissenschaftlich nachgewiesen werden. So haben zum Beispiel die in römischer Zeit bedeutenden Festungen Durosturum, Noviodunum, Singidunum und Ratiaria keltische Vorgänger.
Um 180 v. Chr. erschienen die vermutlich germanischen Bastarnen zum ersten Mal an der unteren Donau. Ein Teil von ihnen hielt sich zumindest für einige Jahre in Niedermösien auf, obwohl ihr Hauptsiedlungsgebiet weiter nördlich lag. Den Römern begegneten sie erstmals als Söldner im Heer des makedonischen Königs Perseus.

### Die römische Herrschaft bis zur Teilung der Provinz

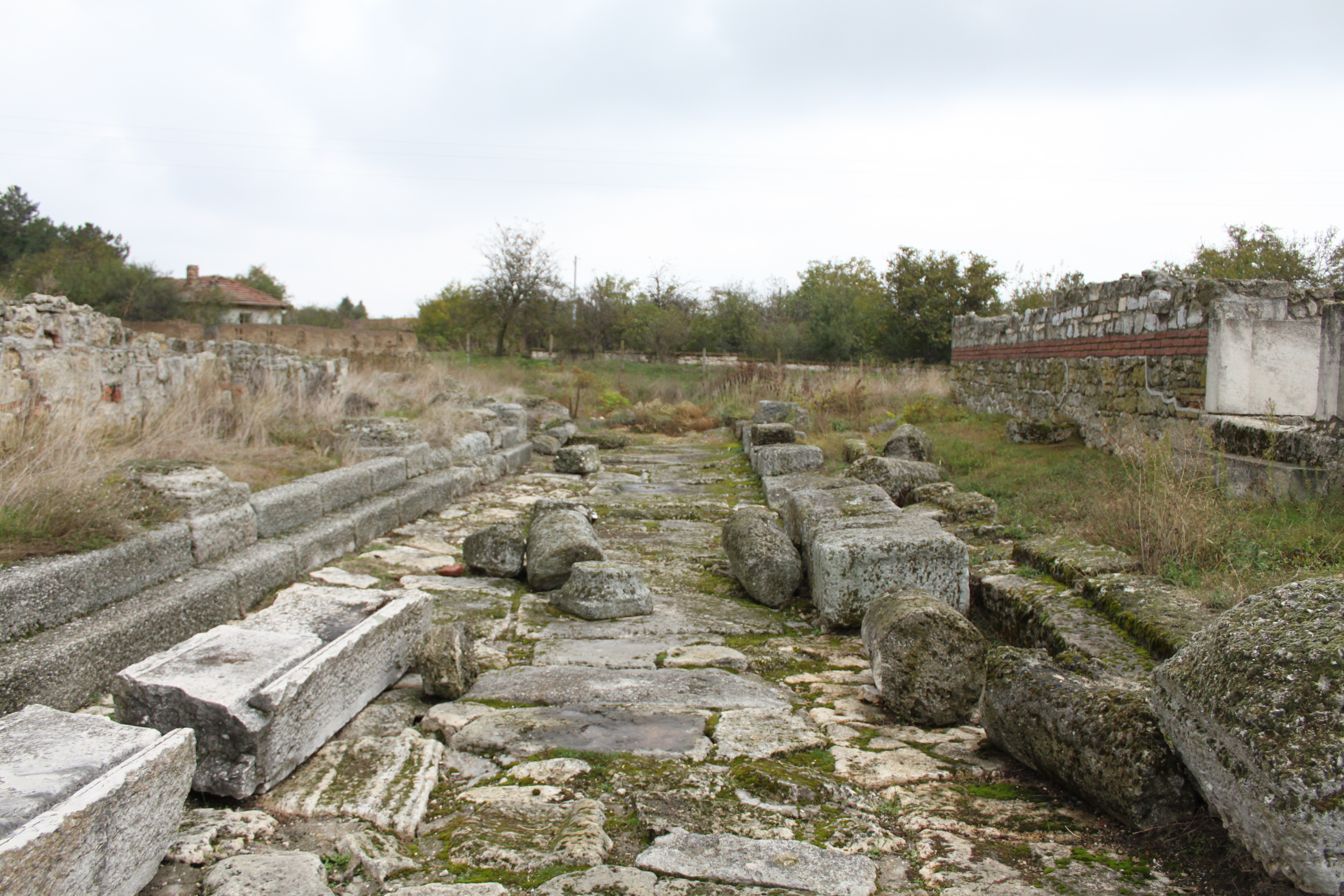
Oescus, Stationierungsort der Legio V Macedonica

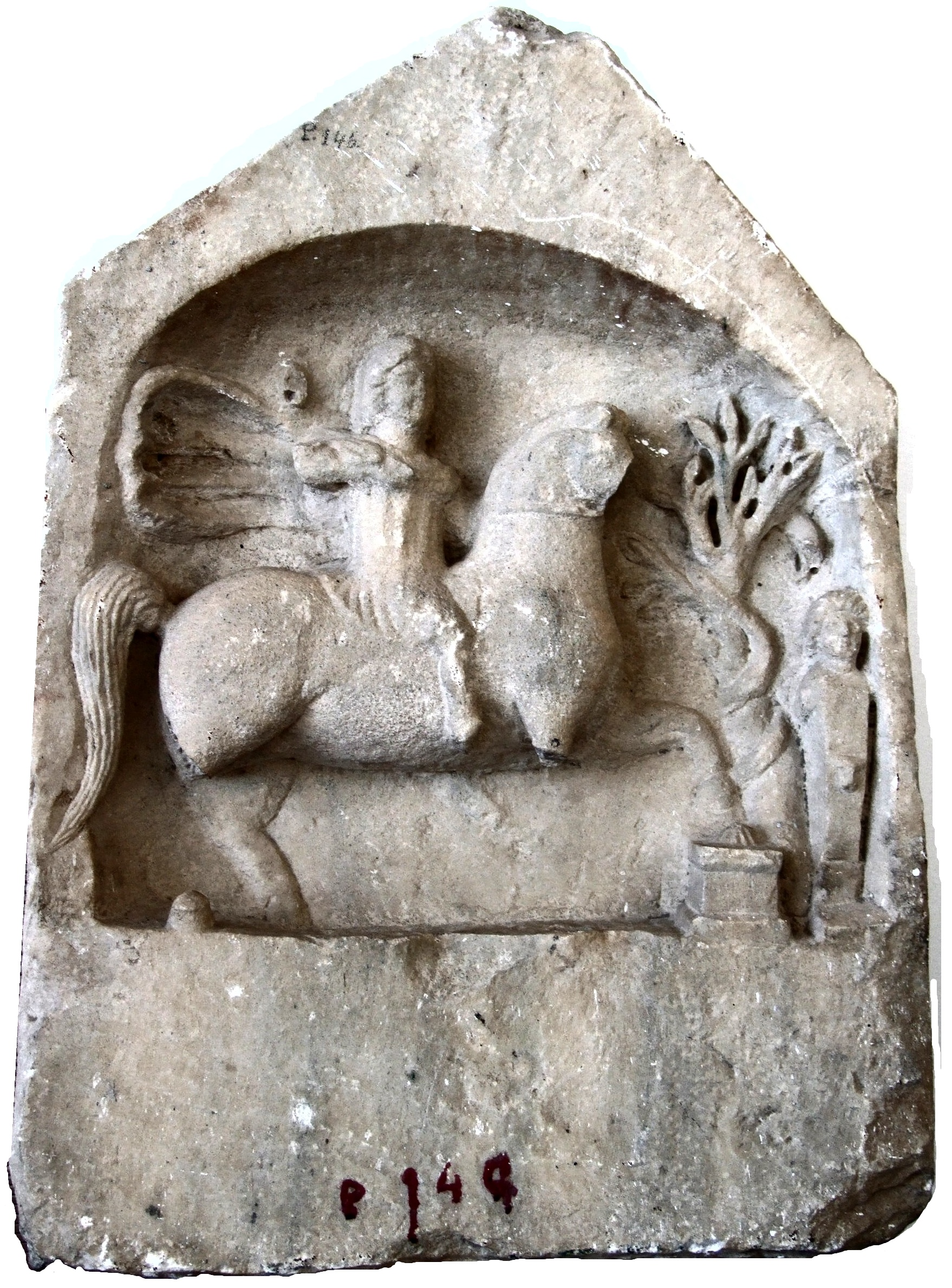
Thrakischer Reiter, Grabstein aus Histria, römische Kaiserzeit

Nach der Eroberung Makedoniens gerieten auch die Gebiete an der unteren Donau in das Blickfeld der Römer. Der Strom wurde im 1. Jahrhundert v. Chr. endgültig zur Grenze der römischen Interessensphäre in Südosteuropa, ähnlich wie es im Westen der Rhein schon vor der Eroberung Galliens gewesen war. So wie Gaius Iulius Caesar die Rheingrenze für das Imperium gewann, hat sein Nachfolger Kaiser Augustus eine Generation später die Donau auf ihrer ganzen Länge zur Nordgrenze des Reiches erklärt.

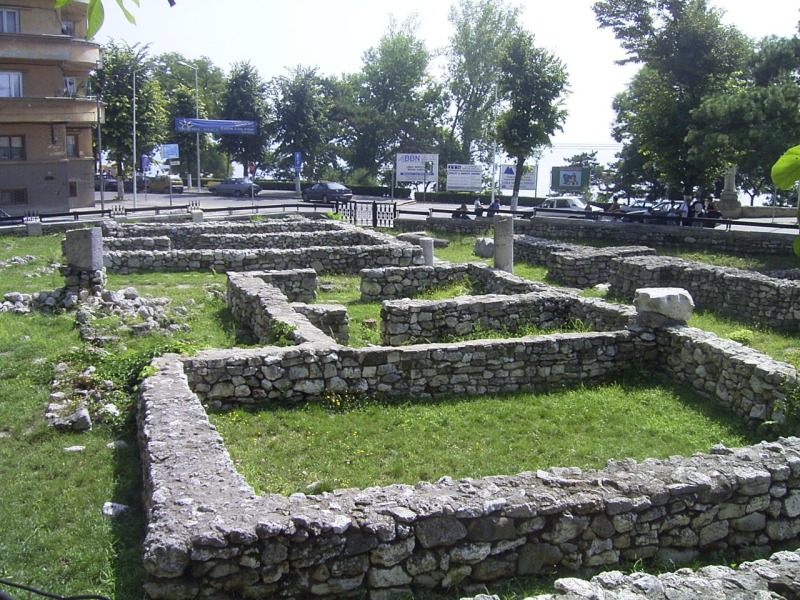
Mauerreste des antiken Tomis in der modernen Stadt Constanța

Im letzten Jahrhundert der Republik versuchten die Römer, den Raum östlich von Illyrien und nördlich von Makedonien mittels ihrer Bündnis- und Klientelpolitik zu kontrollieren. Vereinzelte militärische Vorstöße, die in der Regel von den Statthaltern in Makedonien geführt wurden, waren Vergeltungsmaßnahmen für Einfälle thrakischer und getischer Stämme in die Gebiete der römischen Verbündeten oder gar in die Provinz Macedonia selbst. So führte Scribonius Curio, Prokonsul von Makedonien, seit 75 v. Chr. drei Jahre lang erfolgreich Krieg gegen die Dardarner und Mösier. Als erster römischer Feldherr erreichte er dabei mit seinen Truppen die untere Donau. Für die Unterwerfung der Dardarner erhielt Curio einen Triumph zuerkannt, den er 71 v. Chr. feierte. Die direkt am südlichen Donauufer siedelnden Skordisker, Mösier und Triballer blieben zu dieser Zeit aber noch frei von direkter römischer Herrschaft. Marcus Terentius Varro Lucullus, der Scribonius nachfolgende Prokonsul in Makedonien, führte siegreich Krieg gegen die Bessen und einige griechische Städte (Apollonia, Kallatis, Tomis und Olbia) in der Scythia Minor, die mit dem pontischen König Mithridates VI. verbündet waren. Auf diese Weise kam die später zu Niedermösien gerechnete Schwarzmeerküste bereits 72 v. Chr. unter römische Herrschaft. Bis zur Errichtung der Provinz 80 Jahre später unterstanden die Städte der Scythia Minor einem Praefectus orae maritimae. Sie behielten ihre innere Autonomie und wurden wenig später als Verbündete Roms behandelt.
Gaius Antonius Hybrida, der 62–60 v. Chr. Prokonsul in Makedonien war, führte mehrere erfolglose Feldzüge in Mösien und wurde bei Histria schwer von den Bastarnen geschlagen, wobei auch einige römische Feldzeichen verloren gingen. Ungefähr zur selben Zeit begann Burebista, der König eines großen, wenn auch kurzlebigen dakisch-getischen Reiches mit Zentrum in Siebenbürgen, seine Macht auf die Gebiete südlich der Donau auszudehnen. 60 oder 59 v. Chr. fiel er in die Territorien der Skordisker und Mösier ein. Und etwa 55 v. Chr. startete er eine Reihe von Feldzügen, die zur Eroberung der Scythia Minor mit allen dort gelegenen Griechenstädten und der rechts der Donau gelegenen Tiefebene (mit Ausnahme des Landes der Triballer) führten. Zwischen 50 und 48 v. Chr. stieß Burebista bis Apollonia Pontica an der thrakischen Schwarzmeerküste vor. Im römischen Bürgerkrieg war der Dakerkönig lose mit Pompeius verbündet, freilich ohne diesen wirksam zu unterstützen. Gleichwohl plante Caesar für das Jahr 44 einen Feldzug gegen Burebista, der wegen der Ermordung des Diktators aber nicht zustande kam und auch bald nicht mehr notwendig war, da der Dakerkönig im selben Jahr ermordet wurde, woraufhin sein Reich rasch zerfiel und die mit Rom verbündeten Städte ihre Freiheit wiedererlangten.

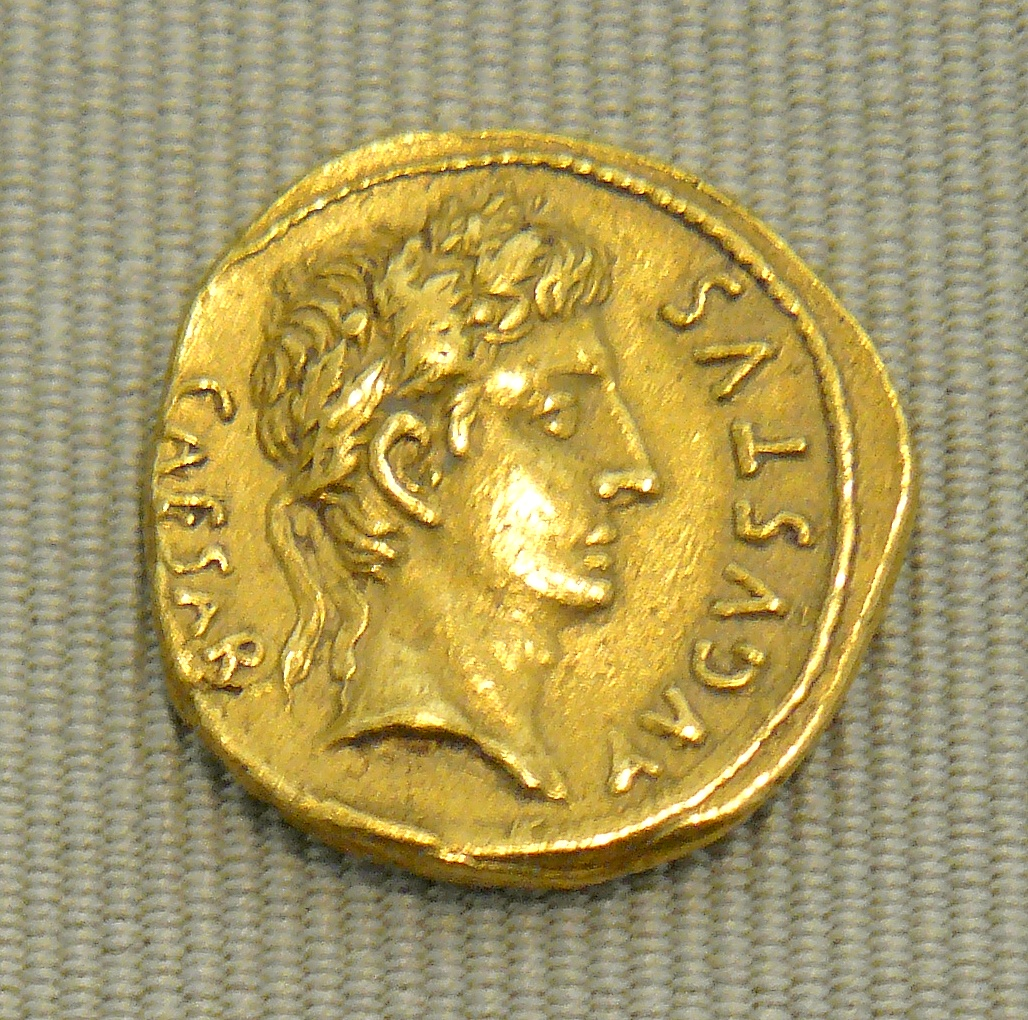
Augustus
(31 v. Chr.–14 n. Chr.)

Anlass zu einem erneuten römischen Eingreifen in der Region bot in augusteischer Zeit der Vorstoß von Bastarnern und Dakern über die Donau. Sie hatten zunächst die Mösier und Triballer besiegt und zogen dann gemeinsam mit diesen über den Haemus ins Innere Thrakiens gegen die Dentheleten, deren König Sitas einen Bündnisvertrag mit Rom hatte. Daraufhin beauftragte Kaiser Augustus 29 v. Chr. den Prokonsul von Makedonien, Marcus Licinius Crassus, gegen die Invasoren vorzugehen. Nachdem Crassus die Gegner zuerst aus Thrakien vertrieben hatte, schlug er sie danach in Mösien noch einmal entscheidend, wobei er Deldo, den König der Bastarnen, eigenhändig tötete, woraufhin diese sich vorläufig zurückzogen. Durch diese Demonstration militärischer Stärke erreichte Crassus, dass auch die Mösier ihn um Frieden baten. Danach zog er sich nach Süden in sein Winterquartier zurück. Für seine Siege bekam Crassus einen Triumph bewilligt. Im folgenden Jahr aber brachen die Kämpfe mit den Bastarnen sowie den Römern feindlich gesinnten thrakischen und getischen Stämmen erneut aus. Crassus Verbündete waren die thrakischen Stammesfürsten Rholes und Sitas sowie das damals schon sehr geschwächte Odrysenreich unter Rhoemetalces I. In Niedermösien besiegte er verschiedene getische Stämme und konnte die römische Macht bis an die Donaumündung ausdehnen.
Als Crassus 27 v. Chr. nach Rom ging, um seinen Triumph über die Bastarnen zu feiern, stand Obermösien unter direkter römischer Herrschaft. Die in der Scythia Minor gelegenen Griechenstädte und das Gebiet des Rholes im westlichen Niedermösien behielten als Klientelstaaten noch begrenzt Autonomie. Das östliche Niedermösien wurde Ripa Thraciae (Thrakisches Ufer) genannt und den Klientelkönigen der Odrysen zur Verwaltung und Verteidigung übergeben. Das gesamte neu gewonnene Gebiet unterstellte man zunächst dem prokonsularischen Statthalter von Makedonien, der an der Donau jeweils von einem kaiserlichen Legaten im Rang eines Prätors vertreten wurde. Die administrative Anbindung Mösiens an Makedonien dauerte mit einer kurzen Unterbrechung bis 44 n. Chr. und betraf ebenso die thrakischen Klientelstaaten. Mindestens zwei Legionen, darunter die Legio V Macedonica, und zahlreiche Hilfstruppen wurden zur Sicherung der neuen Grenzen in Mösien stationiert. Dazu kam eine neu aufgestellte Donauflotte (classis moesica). An welchen Orten die einzelnen Einheiten in augusteischer Zeit ihre Lager hatten, ist nicht gesichert.
Spätestens im Jahr 6 n. Chr. ließ Augustus Mösien als eigene Provinz organisieren. Für dieses Jahr nämlich nennen die Quellen den ersten namentlich bekannten Statthalter der Provinz: Aulus Caecina Severus. Dieser war an der Niederschlagung des pannonischen Aufstandes beteiligt, musste dann aber nach Mösien zurückkehren, wo er im Jahr 6 einen Einfall der Sarmaten und der Daker zurückschlug. Nach dem Sieg in Mösien kehrte Caecina Anno 7 nach Pannonien zurück, wo die beiden Anführer des pannonischen Aufstandes – der Dalmatier Bato und der Breuker Bato – auf ihn lauerten. Sie überfielen ihn unvermutet in seinem Lager in den Sümpfen, wo sie in die Flucht geschlagen wurden. Unter seinem Kommando von fünf Legionen wurde er in der Schlacht in den Pannonischen Sümpfen beinahe besiegt. Die hohe Zahl der in Mösien konzentrierten Truppen zeigt einerseits, dass die Region durch Barbareneinfälle stark gefährdet war, und andererseits, dass sie ein wichtiger Eckpfeiler in den strategischen Planungen der Römer war. Von hier ließen sich Truppen schnell nach Pannonien im Westen verschieben, ebenso rasch ins unruhige Thrakien und an die Küsten des Schwarzen Meeres, so wurden häufig Vexillationen abgestellt, die verbündete griechische Städte, wie Olbia, und Tyras oder Chersonesos auf der Krim zu schützen hatten. Von Mösien aus konnten europäische Legionen bei Bedarf auch relativ schnell an die parthische Grenze im Osten marschieren.
Im Jahr 9 wurde Gaius Poppaeus Sabinus zum prokonsularischen Statthalter ernannt. 15 n. Chr. übertrug ihm Kaiser Tiberius auch die Verantwortung für die Provinzen Achaea und Makedonien, womit das gemeinsame Militärkommando über den östlichen Balkan wiederhergestellt war. Der Grund dafür lag vermutlich in den Unruhen und Aufständen, durch die die thrakischen Klientelstaaten erschüttert wurden, denen man besser begegnen konnte, wenn die angrenzenden Provinzen in einer Hand vereinigt waren. Während der Herrschaft des Kaisers Tiberius wurde in Niedermösien parallel zur Donau eine erste Militärstraße gebaut, die möglicherweise schon von Ratiaria bis Axiopolis führte.
Kaiser Claudius trennte im Jahr 44 die Verwaltung Mösiens dauerhaft von der Makedoniens. Gleichzeitig wurde Thrakien als eigene Provinz organisiert, was einen Aufstand der Thraker auslöste, der erst ein Jahr später niedergeschlagen werden konnte. Die Ripa Thraciae wurden zur Provinz Mösien hinzugefügt, die nun von der Savemündung bis zur Küste des Schwarzen Meeres reichte. In der ausgedehnten Grenzregion waren bis dahin drei Legionen und eine unbekannte, aber hohe Zahl an „Auxilia“ (Hilfstruppen) stationiert. Legionslager waren Oescus und Novae in Niedermösien sowie Viminatium in Obermösien. 44 nun wurde wegen des thrakischen Aufstands als vierte Legion die VIII. Augusta nach Mösien verlegt und bezog in Novae Quartier. Wie in anderen neu erworbenen Provinzen auch, nahmen die Römer zur Festigung ihrer Macht große Verschiebungen der alteingesessenen Bevölkerung vor. An den Ufern der Donau wurden die ursprünglichen Einwohner aus einem Streifen Landes vertrieben, das fortan eine devastierte Sicherheitszone zwischen dem Reich und den Barbarenvölkern bildete.
Da es in Mösien aber kaum Städte gab, deren Magistraten man die Zivilverwaltung überlassen konnte, ließen die Römer traditionelle Stammesstrukturen fortbestehen. Wo es ihnen angebracht schien, riefen sie auch selbst derartige ländliche Gemeinschaften ins Leben. Zur Kontrolle der einheimischen Stammesführer wurden bisweilen Offiziere als Prokuratoren eingesetzt. So geschah es zum Beispiel bei den Triballern, die als civitas Triballorum unter der römischen Herrschaft noch längere Zeit eine separate Verwaltung hatten. Neben den Territorien der Stämme und der Städte gab es weite Teile des Landes, die als kaiserliche Domänen direkt vom Fiskus verwaltet wurden. Dazu gehörten auch die Bergwerke Dardaniens. Schließlich gab es ausgedehnte Ländereien, die den Legionen zur Selbstversorgung übergeben wurden.
Unter Nero war von 61 bis 66 Tiberius Plautius Silvanus Aelianus als legatus Augusti pro praetore Statthalter von Mösien. Er hatte sich während seiner Statthalterschaft fast dauernd mit den unruhig gewordenen Völkern nördlich der Donau auseinanderzusetzen. Mehrfach führte er seine Truppen ans jenseitige Ufer, griff dort in die Kriege zwischen Dakern, Bastarnen und Sarmaten ein und siedelte tausende Menschen aus dem Norden in der Provinz an. Plautius Silvanus soll 64 mit Getreide beladene Schiffe nach Rom geschickt haben, als die Bevölkerung der Hauptstadt wegen des großen Brandes Not litt. Dies wäre ein erster Hinweis, dass das für den Getreideanbau geeignete Mösien eine wenn auch untergeordnete Rolle bei der Versorgung Roms zu spielen begann.

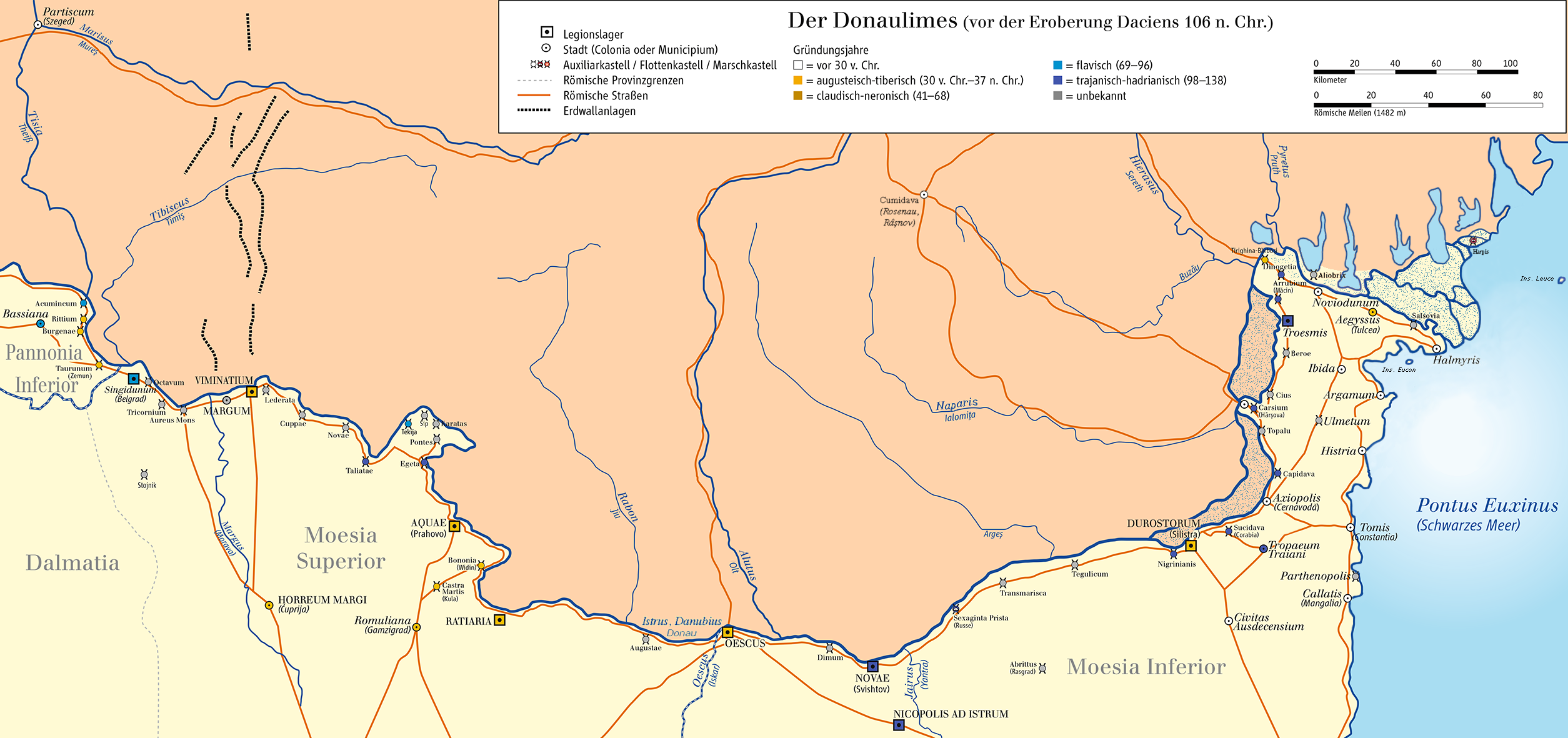
Der Donaulimes in Mösien

Im sogenannten Vierkaiserjahr 69 waren auch die in Mösien stationierten Legionen an den Kämpfen zwischen den Thronprätendenten beteiligt, wodurch der Schutz der Donaugrenze vernachlässigt wurde. Für das Frühjahr dieses Jahres bezeugt Tacitus einen Plünderungszug der sarmatischen Roxolanen in Niedermösien. Daran waren 9000 Kataphrakten beteiligt, derer die geschwächten römischen Truppen unter dem Statthalter Marcus Aponius erst nach einigen Schwierigkeiten Herr wurden. Sie trieben die schwere Reiterei der Roxolanen schließlich in die Sümpfe am Donauufer, wo deren schwere Panzerung ein großer Nachteil war, und konnten sie dort besiegen. Ende 69 ernannte Vespasian den Senator Gaius Fonteius Agrippa zum neuen Statthalter, um weiteren Angriffen der Sarmaten zu begegnen. Fonteius starb im Jahr 70 im Kampf, woraufhin Vespasian Rubrius Gallus zur Bestrafung und Unterwerfung der Sarmaten aussandte. Zur Verstärkung kam im gleichen Jahr die Legio I Italica nach Mösien. Sie bezog ihr Lager in Novae, wo sie ununterbrochen für mehr als 200 Jahre stationiert blieb. Um das Jahr 75 ließ Vespasian in Ratiaria einen neuen Stützpunkt für die Donauflotte anlegen.

### Die beiden Mösien bis zur Räumung Dakiens
Während unter den Kaisern Vespasian und Titus Pannonien an der mittleren Donau im Zentrum der Aufmerksamkeit stand, ergriff Domitian gleich zu Beginn seiner Herrschaft in Mösien die Initiative. In der neu gegründeten Stadt Scupi siedelte er Veteranen verschiedener, in der Provinz stationierter Legionen an. Erst zu dieser Zeit – also rund ein Jahrhundert nach der Eroberung – begann so die intensivere Romanisierung des mösischen Hinterlandes.
Mitte 85 drangen starke dakische Kriegerverbände des Stammesfürsten Decebalus in die Provinz Mösien ein und trafen die Römer völlig unvorbereitet. Der Statthalter Gaius Oppius Sabinus fiel während der gescheiterten Abwehrkämpfe, die Daker plünderten und brandschatzten viele Siedlungen und Kastelle. Kaiser Domitian ordnete die Verlegung von Legionen aus allen Teilen des Reiches an und begab sich selbst mit seinen Prätorianern unter dem Befehl von Cornelius Fuscus an die mösische Front. Mit zwei erfolgreichen Expeditionen konnten die Scharen des Decebalus über die Donau zurückgetrieben werden und Domitian kehrte nach Rom zurück, wo er seinen ersten Dakertriumph feierte.
Fuscus blieb als Oberbefehlshaber in Mösien, reorganisierte die Provinz und das Heer und bereitete den Rachefeldzug gegen die Daker vor. Mitte 86 überschritt er die Donau. Beim ersten Zusammentreffen mit dem Dakerheer verlor er aber die Schlacht und sein Leben. Fast die gesamte Expeditionsarmee wurde vernichtet. Diese zweite Niederlage innerhalb kurzer Zeit veranlasste Domitian, erneut nach Mösien aufzubrechen und mehrere Legionen an die Donau zu verlegen. Bis Ende 86 schlug Marcus Cornelius Nigrinus als neuer Oberbefehlshaber und Statthalter mindestens zwei erfolgreiche Schlachten gegen die Daker. Im Spätherbst 86 kehrte Domitian nach Rom zurück und verzichtete auf einen Triumph. Und tatsächlich war die dakische Gefahr noch nicht gebannt. Decebalus schloss ein Bündnis mit den mittlerweile in der Walachei sitzenden Roxolanen, die das römische Gebiet an der Donau schon seit augusteischer Zeit bedrohten.
Domitian reagierte mit weiteren Truppenverlegungen und Reorganisation der Verwaltung an der unteren Donau. Im Herbst 86 wurde das Gebiet in die zwei Provinzen Moesia Superior (Obermösien) und Moesia Inferior (Niedermösien) geteilt. Die Grenze wurde am Fluss Ciabrus gezogen. Als Residenz für den niedermösischen Statthalter wählte man Marcianopolis.
Die Massierung von Truppenverbänden nun unter dem Kommando von zwei Statthaltern sowie der Ausbau der römischen Positionen im bis dahin weniger entwickelten Niedermösien sollten die systematische Befriedung der Daker vorbereiten. Während Marcus Cornelius Nigrinus in Moesia Inferior die Ordnung hielt und die Donaugrenze gegen die Steppenvölker ausbaute, griff Lucius Tettius Julianus im Jahr 88 von Moesia Superior aus Sarmizegetusa, das dakische Machtzentrum in den Westkarpaten, an, ohne dessen Einnahme zu erreichen. Im Sommer 89 startete die zweite Strafexpedition gegen Decebalus und Sarmizegetusa. Der Widerstand war jedoch so groß, dass die Römer sich über die Donau zurückziehen mussten. Als Folge des Angriffs und der römischen Niederlage traten die Quaden und Jazygen in den Krieg ein und bildeten eine bedrohliche pannonische Allianz gegen die Römer. Daraufhin änderte der Kaiser seine Strategie: Er nahm Friedensverhandlungen mit Decebalus auf, der sich Rom unterwarf und als Klientelkönig weiterregieren durfte. Domitian selbst reiste in das dakische Hinterland und demonstrierte so den römischen Machtanspruch auf der anderen Donauseite. In den letzten Regierungsjahren Domitians und unter Kaiser Nerva (96–98) blieb es an der mösisch-dakischen Grenze ruhig. Unter der Hand scheint Decebalus aber wieder aufgerüstet zu haben, so dass Dakien weiter eine Gefahr darstellte.

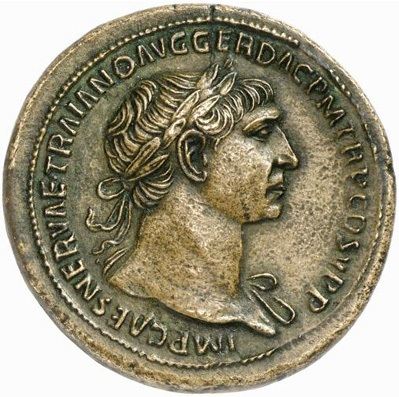
Trajan (98–117)

Wie schon Domitian betrachtete auch Kaiser Trajan den Donauraum als die am meisten gefährdete Region des Reiches, und er war entschlossen, die militärische Initiative zu ergreifen. Eine erste Inspektionsreise zu den dortigen Truppen im Winter 98/99 und Befehle die Grenzbefestigungen in Pannonien und Mösien auszubauen, bereiteten den Krieg vor. Um 100 wurde die Militärstraße zwischen den obermösischen Städten Viminatium und Ratiaria direkt am südlichen Ufer der Donau durch Apollodor von Damaskus ausgebaut. Damit konnten die römischen Truppen schnell entlang der gesamten mösisch-dakischen Grenze verschoben werden. Die auch für die Schifffahrt problematische Strecke am Eisernen Tor konnte nun zu Fuß rasch überwunden werden.

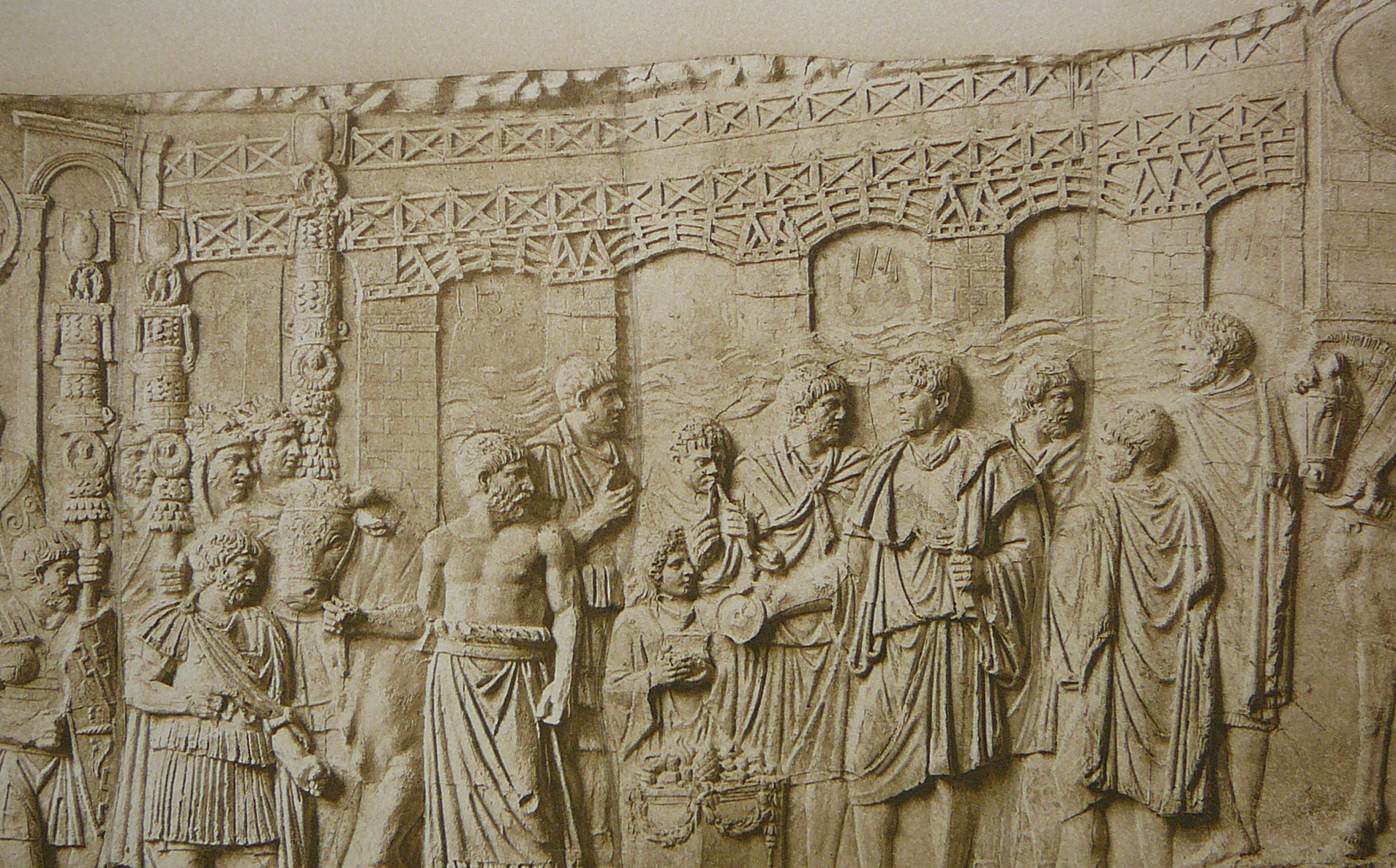
Abbildung der neuen Donaubrücke auf der Trajanssäule

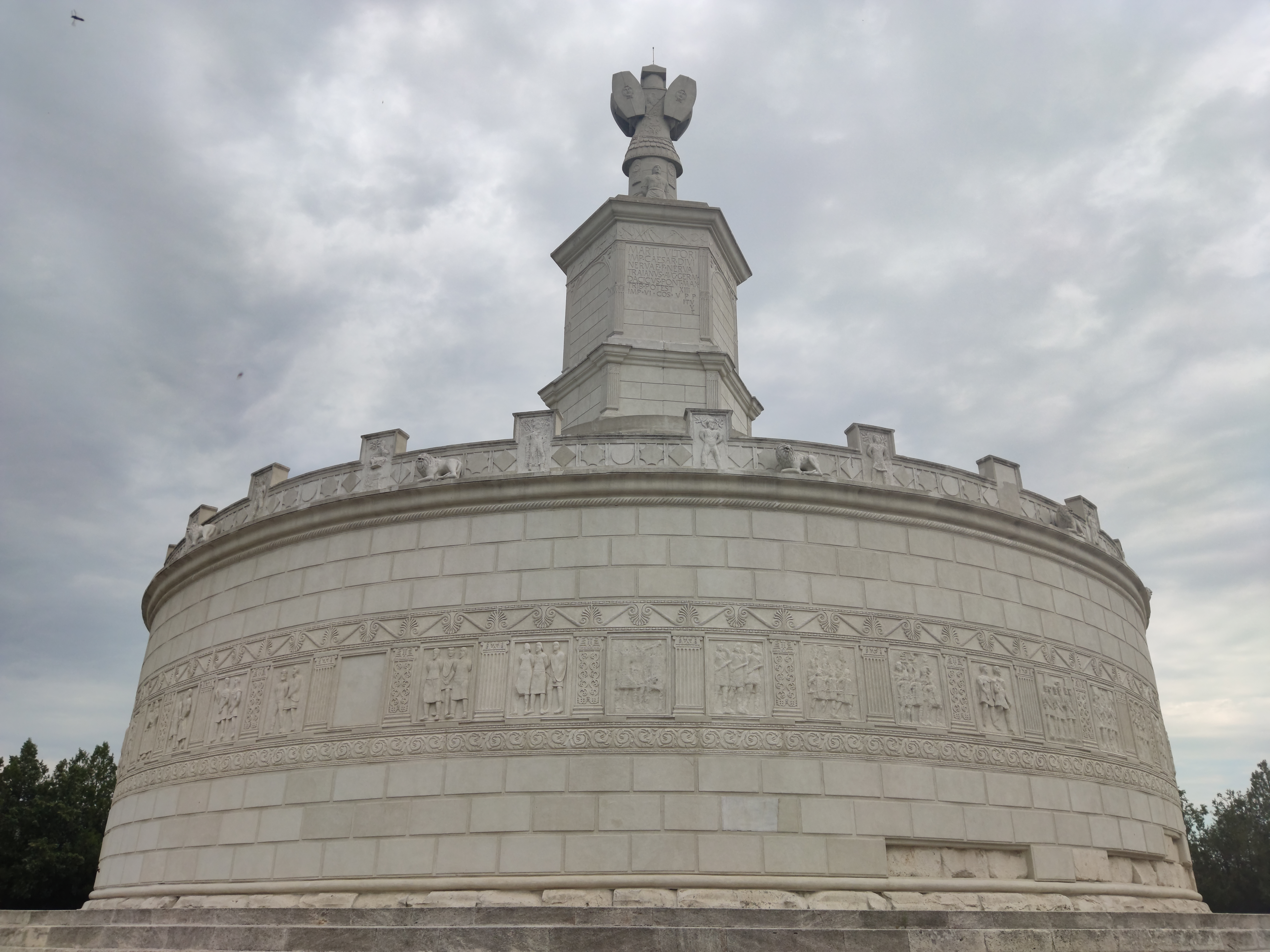
Tropeum Traiani (Rekonstruktion), Siegesmonument für die Dakerkriege, erbaut 108/109 n. Chr.

Offiziell gab das Verhalten des Königs Decebalus den Anlass zum Krieg gegen die Daker. Ihm wurde vorgeworfen, gegen die Bestimmungen des Friedensvertrages von 89 verstoßen zu haben. Im Frühjahr 101 begann Trajan den Feldzug und ließ die römischen Truppen von Niedermösien aus vorstoßen. Bei Tapae auf halbem Weg nach Sarmizegetusa kam es zur einzigen größeren Schlacht des ersten Dakerkrieges, aus der Trajan siegreich hervorging. Doch hatte der Dakerkönig keine vernichtende Niederlage hinnehmen müssen und befahl einem bedeutenden Teil seiner Reitertruppen, in Niedermösien einzufallen. Mit diesem Entlastungsangriff hoffte er vielleicht auch, die Unterstützung der dortigen stammesverwandten Bevölkerung für sich zu gewinnen. Dies zwang Trajan und seine Truppen, sich aus Dakien zurückzuziehen und sich nach Niedermösien zu begeben. Nachdem die Daker dort geschlagen waren, griff der Kaiser wieder deren Kernland an, wo er weitere Siege erfocht, die Decebalus veranlassten, um Frieden zu bitten. Unter harten Bedingungen, die vor allem eine weitgehende Demilitarisierung Dakiens beinhalteten, schloss Trajan im Jahr 102 Frieden. Indirekt beherrschten die Römer nun einen großen Teil des Landes jenseits der unteren Donau. Die beiden mösischen Provinzen waren damit weitgehend gesichert. Am dakischen Donauufer ließ der Kaiser Stützpunkte anlegen. Bei der niedermösischen Ortschaft Zanes ließ er 104/5 die erste Brücke über die untere Donau bauen und durch ein Kastell am jenseitigen Ufer sichern. Die neuerliche Meisterleistung des Architekten Apollodor von Damaskus erleichterte den Vormarsch der Römer im folgenden Jahr während des zweiten Dakerkriegs.
Bald nach dem Friedensschluss mit den Römern bemühte sich der Dakerkönig Decebalus, sein Land erneut aufzurüsten. Mit geringem Erfolg versuchte er, die Nachbarvölker zu einem Bündnis gegen Rom zu bewegen. Trajan erkannte, dass Decebalus weder durch harte Friedensverträge noch durch militärische Überwachung dazu zu bringen war, sich Rom unterzuordnen. Der Kaiser entschloss sich deshalb, dass Dakerreich zu zerschlagen und sein Gebiet ins Imperium einzugliedern. Ein dakischer Überfall auf die zu diesem Zeitpunkt mit Rom verbündeten Jazygen boten dem Kaiser und Senat den Anlass, wieder in den Krieg zu ziehen. Trajan hatte dafür 14 Legionen in Pannonien und Mösien zusammengezogen. Das war fast die Hälfte der zu dieser Zeit im Römischen Reich aufgestellten Legionen. Noch bevor der Kaiser auf dem Kriegsschauplatz eintraf, musste Decebalus einsehen, dass er den Krieg nicht gewinnen konnte. In seiner verzweifelten Lage schickte er einen Agenten zu Trajan, der sich noch in Mösien aufhielt, um ihn ermorden zu lassen. Doch auch dieses Vorhaben scheiterte. In der ersten Hälfte des Jahres 106 wurde schließlich ganz Dakien von den römischen Truppen besetzt und noch im gleichen Jahr als Provinz organisiert. In Niedermösien nahe dem modernen Ort Adamclisi ließ der Kaiser das Tropaeum Traiani, ein monumentales Siegesdenkmal, errichten.

Die neuen Grenzen des Imperiums in Südosteuropa nach den Dakerkriegen

Die Ausdehnung des Reiches nach Norden hatte vielfache Auswirkungen auf die mösischen Provinzen. Vorläufig gehörten sie nicht mehr zu den gefährdeten Grenzregionen. Ein Teil der lange Zeit in den mösischen Lagern stationierten Legionen und Hilfstruppen wurde nach Dakien verlegt. So hatte die IV. Flavia Felix von Singidunum aus an den Dakerkriegen teilgenommen und wurde nach deren Ende in Sarmizegetusa stationiert, von Hadrian aber 119 wieder an ihren alten Standort zurückverlegt. Die Donau blieb die Hauptverteidigungslinie des Reiches in Südosteuropa. Die Legio VII Claudia, die während der Dakerkriege am Bau der Donausstraße mitgewirkt hatte, behielt ihren alten Standort im obermösischen Viminatium. Die I. Italica blieb im niedermösischen Novae stationiert. Spuren ihrer Vexillationen fanden sich bis hinab ins Donaudelta und sogar auf der Krim. Die V. Macedonica hatte ihr Lager bis Anfang des 2. Jahrhunderts in Oescus. Nach den Dakerkriegen wurde sie flussabwärts nach Troesmis verlegt, wo sie bis 161 stationiert war. Die XI. Claudia wurde zur selben Zeit nach Durostorum gewiesen, um gleichfalls die gefährdete Steppengrenze zu sichern. Das Lager Oescus blieb ebenfalls Truppenstandort, wenn auch unklar ist, ob es nach den Dakerkriegen von einer Legion, einzelnen Kohorten oder von Hilfstruppen besetzt war. Die Walachei, wo Daker, Geten und Roxolanan nebeneinander lebten, vereinigte Trajan mit Niedermösien. Zur Sicherung dieses durch die Steppenvölker gefährdeten Gebietes wurde einige Kastelle nördlich der Donau als vorgeschobene Posten der Legionslager Durostorum und Troesmis angelegt. Mit den Roxolanen schloss der Kaiser einen Bündnisvertrag, der auch die Zahlung von Subsidien beinhaltete.
Der römische Staat stützte sich bei der Herrschaft über sein riesiges Territorium auf die Städte als unterste Verwaltungseinheiten. Sie waren für die Steuererhebung, die niedere Gerichtsbarkeit und auch die Rekrutierung neuer Soldaten zuständig. In Mösien war diese Form der Herrschaft im 1. Jahrhundert n. Chr. kaum möglich, da das Land, abgesehen von der Schwarzmeerküste, arm an Städten war. Trajan war bemüht, den inneren Ausbau des Reichs durch Stadtgründungen oder die rechtliche Aufwertung bestehender Siedlungen voranzutreiben. Die mösischen Provinzen bildeten dabei einen Schwerpunkt. Neu angelegte Städte im östlichen Niedermösien waren Civitas Tropäum und Nicopolis ad Istrum. Beide wurden in Erinnerung an den Sieg über die Daker gegründet und dienten der Ansiedlung von Veteranen aus diesem Krieg. Sie hatten jeweils ein großes Hinterland, dass ihnen zur Herrschaft untergeordnet wurde. Eine weitere Gründung Trajans war das in der Scythia Minor gelegene Troesmis. Diese Stadt ging auf eine alte getische Festung zurück, an deren Stelle 107 ein Legionslager errichtet wurde. Marcianopolis im nordöstlichen Thrakien war eine Siedlungskolonie ohne militärische Bedeutung. Der im 2. und 3. Jahrhundert florierende Ort wurde bald ein wichtiges regionales Verwaltungszentrum. Die Stadt und ihr Territorium wurden später zu Niedermösien geschlagen und der Sitz des Statthalters dorthin verlegt.
Vielleicht schon unter Trajan, möglicherweise auch erst unter seinem Nachfolger Hadrian, wurde der dardarnische Zentralort Ulpiana als Stadt gegründet. Ratiaria bekam nach den Dakerkriegen den Status einer Kolonie.
Für seinen Feldzug gegen Parthien zog Trajan 113 viele Truppen aus den Donauprovinzen ab. 117 aber erreichten den Kaiser im Osten Nachrichten von Aufständen in Dakien und in Niedermösien, wo die Roxolanen sich auflehnten. Gleichzeitig hatten sich die ehemals mit Rom verbündeten Jazygen erhoben. Noch vor seinem Tod (August 117) befahl Trajan daher, den Rückmarsch einiger Legionen und Hilfstruppen an die untere Donau. Die Verteidigung der Donauprovinzen war dann eine der ersten Herausforderungen des neuen Kaisers Hadrian, der sich bei seiner Machtübernahme noch in Syrien aufhielt. Dort erfuhr er auch vom Tod des dakischen Statthalters Quadratus Bassus († 118), der das Oberkommando in der gefährdeten Region hatte. Hadrian bekam zwar die Lage in Dakien wieder in den Griff, entschied sich aber, die neuen zu Niedermösien geschlagenen Gebiete nördlich der Donau aufzugeben. Zwischen Sexaginta Prista und Troesmis wurde die Grenze abgesehen von einigen Brückenköpfen an den Fluss zurückverlegt. Der den Römern verbliebene westliche Teil der Walachei (in etwa das heutige Oltenien) wurde von Niedermösien abgetrennt und als eigene Provinz Dacia inferior organisiert. Im Jahre 136 verlegte man die Grenze zwischen Ober- und Niedermösien westwärts an den Fluss Almus. Die Roxolanen schließlich ließen sich von Hadrian zu einem neuen Bündnis bewegen.
Hadrians Politik war auf die Sicherung des Friedens und der Reichsgrenzen ausgerichtet. Abgesehen vom Beginn seiner Herrschaft gab es in jener Zeit an der mösischen Donaugrenzen keine weiteren Barbareneinfälle. Der Kaiser ließ die Grenzbefestigungen weiter verstärken und setzte, was die Förderung der Städte angeht, den Kurs seines Vorgängers fort. Viminatium und Singidunum wurden von ihm zu municipia erhoben. Der Frieden hielt an der Donau auch unter Hadrians Nachfolger Antoninus Pius († 161). Infolge dieser Jahrzehnte anhaltenden Ruhephase blieben die in Mösien stationierten Legionen und Hilfstruppen die ganze Zeit an den ihnen zugewiesenen Standorten und die Gewinnung neuer Rekruten erfolgte hauptsächlich unter den Provinzialen der näheren Umgebung. Auf diese Weise intensivierte sich der Kontakt mit der Zivilbevölkerung, was wiederum zu deren Romanisierung beitrug.
Zu Zeiten des Kaisers Mark Aurel († 180) waren die mösischen Provinzen von Einfällen der östlich und nördlich der Donau siedelnden Stämme mit den Markomannen an der Spitze betroffen. Die härtesten Kämpfe der Markomannenkriege fanden gleichwohl in Pannonien und Dakien statt. 170 überrannten Germanen und Jazygen Dakien und stießen anschließend bis nach Niedermösien vor. Fast gleichzeitig überschritten die sarmatischen Costoboci die untere Donau. Sie verheerten Niedermösien und Thrakien und kamen auf ihrem Raubzug bis nach Eleusis bei Athen. Der tiefe Einbruch der Barbaren veranlasste den Kaiser dazu, wieder Truppen in Makedonien und Griechenland zu stationieren, denn offensichtlich war die Hauptverteidigungslinie in Mösien nicht stark genug, die Balkanprovinzen zu sichern. Viminatium war im weiteren Verlauf der Markomannenkriege eine der Ausgangsbasen für die römischen Gegenschläge in der pannonischen Ebene.

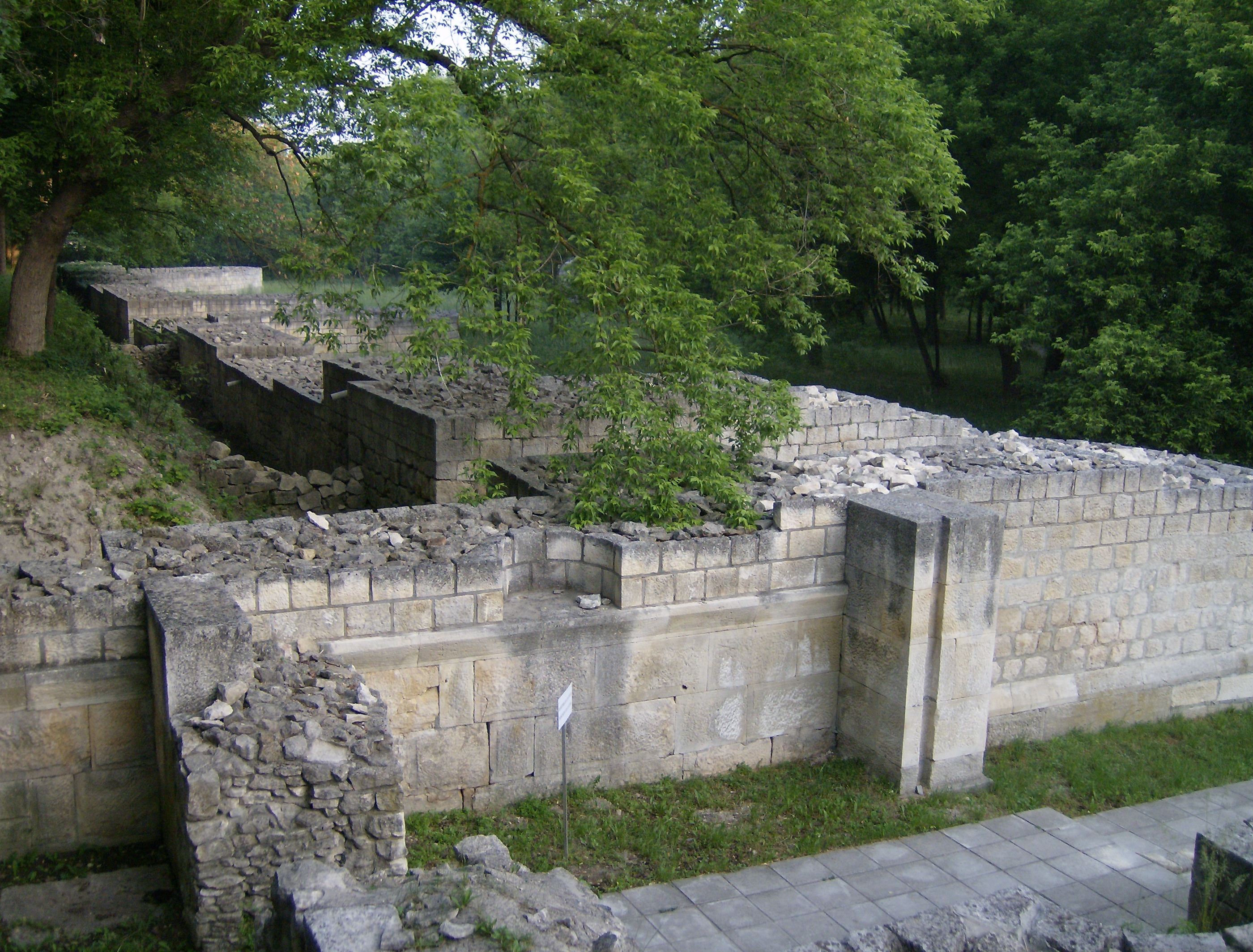
Die Ruinen von Abrittus, Niedermösien

Im ersten Drittel des 3. Jahrhunderts erschienen die Goten als neue Kraft in der Region nördlich des Schwarzen Meeres. In Verbindung mit den Karpen überfielen sie 238 Histria in der Scythia Minor. Nach Plünderung der Stadt und der Erpressung von Jahrgeldern zogen sie wieder ab. Als zehn Jahre später Kaiser Philippus Arabs nach Siegen über die Karpen die Zahlung des jährlichen Tributs einstellte, fielen die Goten 250 mit mehreren Heeresgruppen nach Dakien, Thrakien, Mösien und Illyrien ein.

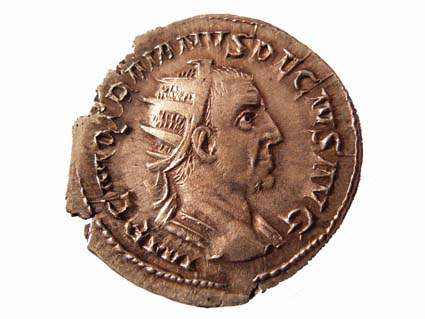
Decius (249–251)

Inzwischen hatten die Donaulegionen einen ihrer Kommandanten, Gaius Mesius Decius, zum Kaiser ausgerufen. Damit begann eine Epoche in der römischen Geschichte, in der die so genannten Illyriciani, aus den Balkanprovinzen stammende Militärführer, die meisten der Kaiser stellten. In dieser Zeit waren die in Südosteuropa stationierten Truppen der wichtigste Faktor im Kampf um die Herrschaft im Reich. Gleichzeitig waren Mösien und Pannonien häufig jene Gebiete, in denen die militärischen Auseinandersetzungen um den Kaiserthron stattfanden.
Decius, der erste der illyrischen Kaiser, erlitt mehrere Niederlagen gegen die Goten und fiel schließlich im Jahr 251 auf mösischem Boden in der Schlacht von Abrittus. Der nächste Kaiser Trebonianus Gallus gestand den Goten wieder Jahrgelder zu, wurde jedoch von Aemilianus gestürzt, der die Zahlung wiederum einstellte. Wieder griffen die Goten Thrakien und Mösien an, wurden diesmal jedoch geschlagen. Nach erneutem Kaiserwechsel drangen sie 254 bis Thessaloniki vor. Mittlerweile waren Mösien und weite Teile des Balkans dauernd Kriegsgebiet und viele Städte dort wurden stark befestigt; das flache Land aber konnte nicht mehr gegen Plünderung und Verwüstung geschützt werden. Die Goten gingen ab 255 dazu über auch von See her anzugreifen. Mit ihrer Flotte operierten sie zunächst im östlichen Teil des Schwarzen Meeres. 257 durchfuhren sie erstmals den Bosporus. 268 zog eine große gotisch-herulische Armada unterstützt von Landstreitkräften erneut gegen Byzanz, durchquerte dann den Hellespont und plünderte auf der Peloponnes. Von dort zogen die Goten nordwärts in Richtung Makedonien und Mösien. Kaiser Claudius II. besiegte die Angreifer in der Schlacht bei Naissus und nahm den Ehrentitel Gothicus an. Als sein Nachfolger Aurelian weitere Siege errungen hatte, stabilisierte sich die Lage an der Donaufront für einige Zeit. Freilich trug dazu auch bei, dass der Kaiser trotz seiner Erfolge die nördlich des Flusses gelegene Provinz Dakien aufgab und den Goten praktisch zur Ansiedlung überließ. Damit lag Obermösien wieder direkt an der Außengrenze des Reiches.

### Von Aurelian bis Valens

Römische Provinzen auf dem Balkan seit dem Ende des 3. Jahrhunderts

Die fortwährenden Abwehrkämpfe, die auf mösischem Boden gegen verschiedene Barbarenvölker ausgetragen werden mussten, führten im 3. Jahrhundert zum Niedergang der ohnehin nicht so stark ausgeprägten städtischen Kultur. Die Bevölkerung der Städte ging zurück, die Siedlungsfläche wurde verkleinert und zum Schutz mit Befestigungen umgeben. Soldaten lebten nun mit ihren Familien in diesen Festungsstädten. Ihre Aufgabe war neben der Verteidigung des Ortes auch die Bestellung des Landes, so dass der zivile und der militärische Sektor immer enger miteinander verschmolzen. Seit dem Ende des 3. Jahrhunderts wurde größeren Gruppen barbarischer Völker gestattet, sich südlich der Donau auf Reichsboden anzusiedeln. Viele dieser Siedler waren Goten oder gehörten anderen germanischen Stämmen an. Bis zur Zeit Konstantins waren die Einwanderer zumeist im Krieg Unterworfene, denen die Römer die Bedingungen für die Ansiedlung diktieren konnten. Als sich in der zweiten Hälfte des 4. Jahrhunderts die militärische Lage für Rom verschlechterte, wurde auch unbesiegten Gruppen gestattet, sich innerhalb der Reichsgrenzen niederzulassen. Mit deren Führern schlossen die römischen Autoritäten Verträge (lateinisch foedus), die die Vergabe von Land an die Einwanderer sowie deren Rechte und Pflichten gegenüber dem Staat regelten. Viele der neu angesiedelten Germanen wurden als Milizionäre im Grenzschutz eingesetzt. Schon Kaiser Licinius hatte auf dem Balkan größere gotische Kontingente in sein Heer aufgenommen.

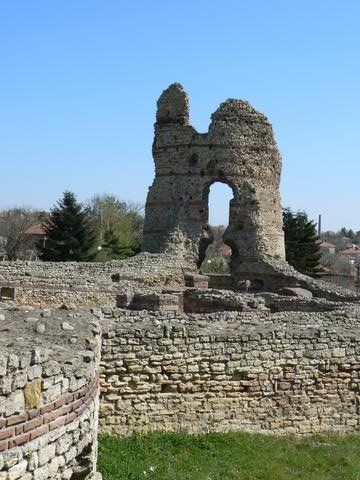
Castra Martis bei Kula, Bulgarien, 1. Jh. n. Chr., erneuert unter Aurelian

Nachdem Dakien 274 von den Römern geräumt worden war, wurde die militärische und zivile Verwaltung Mösiens von Aurelian reformiert und an die neue Lage angepasst. Gleichzeitig musste die romanisierte Bevölkerung aus den aufgegebenen dakischen Provinzen in Mösien angesiedelt werden. Dadurch wurde in der Region zum letzten Mal das römische Element entscheidend verstärkt, während in den folgenden beiden Jahrhunderten der Zuzug fast ausschließlich aus fremden Einwanderern bestand. Mit den Siedlern aus Dakien kam auch die Legio V Macedonica wieder nach Mösien. Sie wurde in Oescus stationiert. Die Legio XIII Gemina wurde nach Ratiaria verlegt. Zur besseren Kontrolle der Donaugrenze ließen Aurelian und seine unmittelbaren Nachfolger anstelle der beiden alten fünf neue kleinere Provinzen bilden. Im obermösischen Bereich entstanden direkt an der Donau Mosia I (Hauptstadt Viminatium) und östlich davon Dacia Ripensis mit der Hauptstadt Ratiaria. Zu dieser neuen Provinz kam auch der Westen des vormaligen Niedermösien. Im obermösischen Binnenland wurde Dardania als eigene Provinz organisiert. Östlich des Flusses Angrus schloss sich nun Dacia Mediterranea (Hauptstadt Serdica) an. Dieser neuen Provinz wurden neben ober- und niedermösische Gebieten auch Teile Thrakiens zugeschlagen. Der größere östliche Teil Niedermösiens wurde als Moesia II neu organisiert. Unter Kaiser Diokletian wurde davon noch die Scythia Minor mit der Hauptstadt Tomis als eigenständige Provinz abgeteilt. Seit dieser Zeit waren die in Mösien gelegenen Provinzen auch auf zwei verschiedene Diözesen aufgeteilt: Moesia I, Dardanien, Dacia Ripensis und Dacia Mediterranea bildeten zusammen mit der an der Adria gelegenen Praevalitana die Diözese Dakien; Moesia II und Scythia Minor kamen zur Diözese Thrakien. Im Jahr 277 konnte Kaiser Probus die Goten an der unteren Donau schlagen. Aus Münzfunden ist bekannt, dass er den Ehrentitel Gothicus Maximus annahm. Den zusammen mit den Goten eingedrungenen Bastarnen gestattete der Kaiser die Ansiedlung in Thrakien.

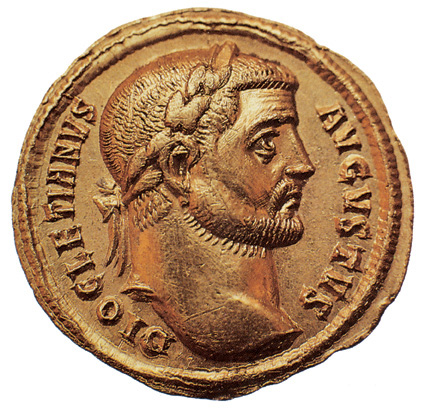
Diocletian
(284–305)

In den folgenden Jahrzehnten kam es nicht zu größeren Angriffen der Goten, stattdessen waren zu Zeiten des Kaiser Diokletian wieder die Sarmaten die größte Bedrohung für die mösischen Länder. Dort konnte Diokletian auch den Kampf um die Herrschaft im Reich für sich entscheiden, nachdem ihn seine Soldaten bei Nicomedia zum Kaiser ausgerufen hatten. Im Frühjahr 285 traf er in Obermösien auf die von Westen anrückende Armee des Kaisers Carinus. Zwar konnte Carinus mehrere Treffen für sich entscheiden und wurde auch zuletzt in einer Schlacht am Fluss Margus nicht geschlagen, danach aber – vermutlich auf Betreiben Diokletians – von seinen Soldaten ermordet. Im Herbst des gleichen Jahres erschien Diokletian wieder an der Donau, wo er Angriffe der Sarmaten auf Pannonien und Mösien abwehren musste. Er konnte nur Teilerfolge erzielen, so dass die von den Steppenvölkern ausgehende Gefahr für die Donaugrenze nicht gebannt war. Als Diokletian seinen Freund und Kampfgefährten Maximian zum gleichberechtigten Augustus für den Westteil des Reiches erhob, behielt er die mösischen Provinzen unter seiner eigenen Kontrolle, während sein Kollege zumindest zeitweise für das benachbarte Pannonien zuständig gewesen zu sein scheint. Im Jahr 289 kämpfte Diokletian erneut an der Donau und nahm den Siegertitel Sarmaticus Maximus an. Als er 293 das System der Tetrarchie installierte, ernannte er den aus Obermösien stammenden Galerius zu seinem Caesar für den Ostteil des Reiches. In diesem und auch im folgenden Jahr hielt sich Diokletian an der Donau auf und führte wieder Krieg gegen die Sarmaten, die er dieses Mal entscheidend schlagen konnte. 295/296 zog Diokletian gegen die Karpen; danach übertrug er die Führung des Heeres an der Donau seinem Caesar Galerius, der hier bis 302 weitere Siege erringen konnte. Zur dauerhaften Sicherung dieser Erfolge wurde die Grenze stärker befestigt. Dabei stützte sich die neue Ripa Sarmatica genannte Verteidigungslinie von Onagrinum nördlich von Singidunum bis Dierna am Eisernen Tor auf eine Reihe neuer Kastelle jenseits des Flusses. Flussabwärts wurden vorhandene Garnisonen, wie Bononia, Sexaginta Prista oder Dinogetia ausgebaut, Städte befestigt und neue Militärstraßen angelegt. Zur Überwachung der Grenze wurde so viele Truppenverbände wie nie zuvor in den mösischen Provinzen stationiert. Darunter waren etwa ein Dutzend der durch Diokletians Reformen freilich sehr verkleinerten Legionen, dazu berittene Kohorten und Einheiten der Flotte. Mit hohem personellen und finanziellen Aufwand konnte Diokletian so die Sicherheit an der unteren Donau wiederherstellen.

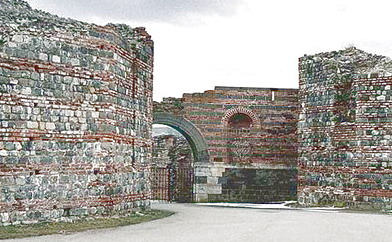
Eines der Zugangstore zur Palastanlage Romuliana

Nach der Abdankung Diokletians blieb Galerius als Seniorkaiser bis 308 für die Provinzen an der unteren Donau zuständig. Er residierte meist in Thessaloniki oder Sirmium. Aber auch in seiner obermösischen Heimat aber ließ er sich einen ausgedehnten Palast errichten. Die Romuliana genannte Anlage bildete den wirtschaftlichen Mittelpunkt zur Verwaltung der ausgedehnten kaiserlichen Güter in der Region. Möglicherweise war sie ähnlich wie der Palast Diokletians auch als Altersruhesitz gedacht, wurde aber als solcher nie genutzt, bis Galerius 311 verstarb. Von den Christenverfolgungen unter Diokletian und Galerius war Mösien kaum betroffen, einfach weil an der Wende zum 4. Jahrhundert nur sehr wenige christliche Gemeinden in der Region existierten. Die neue Religion gewann hier erst während der Herrschaft Konstantins und seiner Nachfolger an Boden.
308 wurden die Donauländer Licinius unterstellt, der auf der Kaiserkonferenz von Carnuntum zum Augustus des Westens ernannt worden war. Im folgenden Jahr führte dieser einen siegreichen Feldzug gegen die Sarmaten. Nach dem Tod des Galerius teilte Licinius sich die östliche Reichshälfte mit Maximinus Daia. Dabei behielt er den Balkan und die Donauprovinzen als eigenen Herrschaftsbereich. Durch den Tod des Maximinus Alleinherrscher des Ostens geworden, geriet Licinius 314 in Streit mit Konstantin, der den Westen regierte. Die Kämpfe des folgenden Bürgerkriegs fanden in den Donauländern statt. Licinius wurde zuerst in Pannonien und im Oktober 314 in Thrakien geschlagen. Daraufhin kam ein Friedensvertrag zustande, in dem er die Diözese Dacia mit Obermösien und Dardanien sowie auch die Diözesen Pannonia und Macedonia an Konstantin abtreten musste. Auf dem Balkan blieben ihm nur Thrakien und Niedermösien. Konstantin kontrollierte damit auch den größten Teil der an der Donau stationierten Truppen, die in den innerrömischen Machtkämpfen der vergangenen Jahrzehnte fast immer die entscheidende Rolle gespielt hatten. Nachdem zwischen beiden Kaisern zehn Jahre Frieden geherrscht hatte, griff Konstantin seinen Kontrahenten im Jahr 324 erneut an. Er besiegte Licinius in der Schlacht von Adrianopel und war fortan Alleinherrscher des Reiches. Als Konstantin 330 seine neue Hauptstadt am Bosporus gegründet hatte, bildeten die mösischen Provinzen mit ihren Festungen und den dort stationierten Truppen, die erste Verteidigungslinie für das neue Zentrum des Reiches.
Auf die Erfolge Diokletians bei der Grenzsicherung aufbauend, ging Kaiser Konstantin Anfang der 330er Jahre gegen die Goten und Sarmaten in die Offensive. Wie Trajan 200 Jahre zuvor ließ er eine Brücke über die untere Donau schlagen, dieses Mal bei Oescus in Niedermösien. Jenseits des Flusses besetzte er große Teile der heutigen Walachei. Ähnlich dem Sarmatischen Limes in Pannonien wurden dort vorgelagerte Verteidigungssysteme angelegt. 332 wurde ein Vertrag mit den nördlich der Donau ansässigen westgotischen Terwingen geschlossen, durch den sich diese auch zur Waffenhilfe für den Kaiser verpflichteten. Damit konnte der Frieden an den Grenzen Mösiens noch mehr als zwei Jahrzehnte erhalten werden. Nach dem Tod Konstantins des Großen teilten dessen Söhne Konstantin II., Constans und Constantius II. 337 oder 338 in Viminatium die Herrschaft über das Reich unter sich auf und nahmen den Augustustitel an. Die mösischen Länder unterstanden zuerst Constans († 340); nach dessen Tod teilten die verbliebenen Brüder den Balkan untereinander auf. Thrakien und Niedermösien kamen an Constantius II. († 361), den Herrscher des Ostens, der in Konstantinopel residierte.
Angeführt von ihrem Missionsbischof Wulfila überquerte 348 eine Schar christlicher Goten auf der Flucht vor der Verfolgung durch ihre heidnischen Stammesgenossen die untere Donau. Die Römer gestatteten ihnen, sich bei Nicopolis in Niedermösien anzusiedeln. Dort wurden die gotischen Krieger auch bei der Verteidigung der Grenze eingesetzt. Diese Gruppe, die so genannten Gothi minores, blieb dauerhaft in Mösien wohnen und beteiligte sich nicht an den späteren Zügen der übrigen Goten auf dem Balkan und nach Westen.
Im Jahr 350 musste Constantius die Usurpation des Magnentius im Westen hinnehmen, weil er zu diesem Zeitpunkt an der Ostgrenze gegen die Perser kämpfte. Mit Hilfe des Heermeisters Vetranio konnte er aber Pannonien und Obermösien, wo die kampferprobte Donauarmee stationiert war, unter seine Kontrolle bringen. In den folgenden Bürgerkriegen mit Magnentius (351) und Julian Apostata (361) wurden die Donautruppen arg dezimiert, was in Teilen die Entblößung der von den Barbaren bedrohten Nordgrenze zur Folge hatte. Der während seiner kurzen Alleinherrschaft mit einem Perserfeldzug beschäftigte Julian, tat nichts, um die Situation an der Donau wieder zu stabilisieren.

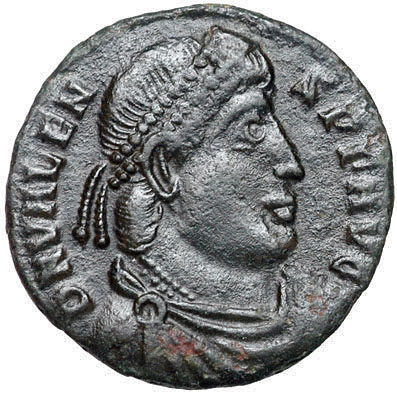
Valens
(365–378)

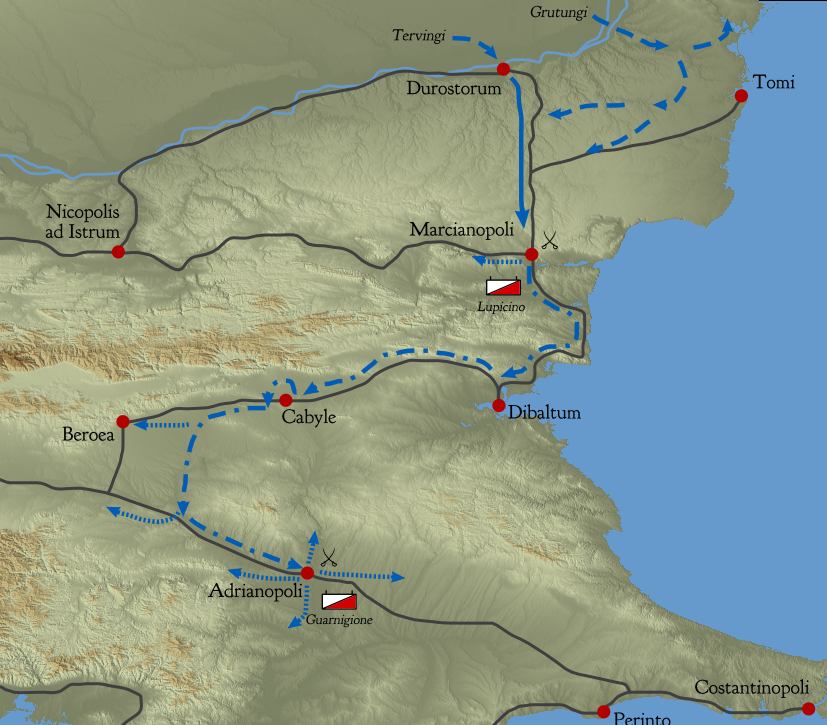
Die Goten in Mösien und Thrakien (376)

Erst die Brüder Valentinian I. (364–375) und Valens bemühten sich wieder um den Ausbau des Donaulimes. Valens führte außerdem nördlich der Donau Krieg gegen die terwingischen Goten unter Athanarich, weil diese in eine Usurpation gegen ihn verwickelt gewesen waren. Sein Hauptquartier hatte er zu dieser Zeit in Marcianopolis, das damals Hauptstadt von Moesia II war. Im Frühjahr 367 drangen die Römer von Mösien aus nach Dakien vor. 369 bat Athanarich um Frieden, der ihm auch gewährt wurde. Der so erreichte status quo wurde wenige Jahre später in Frage gestellt, als die Hunnen 375 in Dakien einfielen und das Gotenreich zerstörten. Jene terwingischen Goten, die sich den Hunnen nicht unterwerfen wollten, zogen 376 unter Führung von Fritigern über die Donau nach Niedermösien und Thrakien. Noch ihrer formellen Unterwerfung sollten sie von Kaiser Valens Siedlungsgebiete zugewiesen bekommen. Versorgungsschwierigkeiten und Konflikte mit den Kommandanten der römischen Truppen in Niedermösien führten bald zum offenen Krieg. Die Terwingen hatten mittlerweile Zuzug von den Greutungen bekommen. Dieser gotische Teilstamm war aus der pontischen Steppe ebenfalls vor den Hunnen geflohen. Die gotischen Scharen plünderten in Niedermösien und insbesondere in der Gegend von Marcianopolis, ehe sie den Haemus überschritten und sich nach Thrakien wandten. Vor Adrianopel kam der gotische Vormarsch zunächst zum Stehen und sie zogen wieder nach Norden. 377 konnten die Römer die Goten bei Ad Salicas in Niedermösien zur Schlacht stellen. Bei den verlustreichen Kämpfen konnte keine Seite die Oberhand gewinnen. Da es den Römern an Truppen mangelte, konnten sich die Goten und die mit ihnen verbündeten Alanen in den folgenden Monaten unbehelligt in Niedermösien und Thrakien aufhalten.
Im Sommer 378 eilte Valens aus dem Osten nach Thrakien und vor Adrianopel kam es am 9. August zur Schlacht, bei der Römer von den Goten geschlagen wurden und der Kaiser selbst getötet wurde. Es dauerte dann fast vier Jahre, ehe der neue Kaiser des Ostens Theodosius I. die Lage in den Griff bekam. 382 konnte er eine vertragliche Einigung mit den Goten erzielen. Sie wurden nun als Föderaten in Thrakien und Niedermösien angesiedelt. Abgesehen davon, dass dieser Vertrag aufgrund der ungewöhnlich günstigen Bedingungen für die Föderaten oft als Epocheneinschnitt für das ganze Römische Reich gesehen wird, ergaben sich daraus schwerwiegende Veränderungen für die mösischen Provinzen. Die Grenzverteidigung an der Donau musste mangels regulärer Truppen an vielen Stellen den gotischen Föderaten überlassen werden. Durch die Zerstörungen des Gotenkriegs war die Wirtschaft der Region schwer beeinträchtigt. Insbesondere die großen Güter der lokalen Oberschicht und die kaiserlichen Domänen, die bis dahin das Rückgrat der mösischen Wirtschaft gebildet hatten, erholten sich nicht mehr von diesem Schlag. Die Einwohnerzahl und die Siedlungsfläche der meisten Städte verringerte sich und es scheint, dass die romanisierte Bevölkerung zur Minderheit in der Region wurde. Dieser Trend setzte sich in den folgenden Jahrzehnten fort, da immer neue Gruppen barbarischer Einwanderer aus dem Norden über die Donau kamen.

### Die Ausbreitung des Christentums

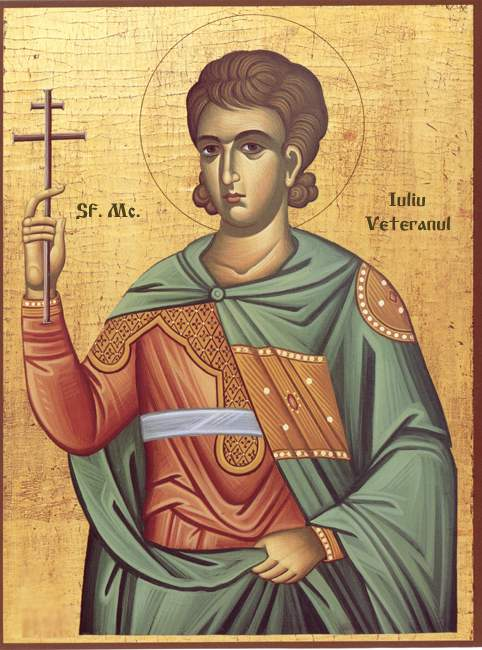
Julius der Veteran, christlicher Märtyrer zu Zeiten Diocletians († 304)

Erste schriftliche Nachrichten und ebenso archäologische Quellen über Christen in Mösien stammen vom Ende des 3. Jahrhunderts. Aus dieser Zeit sind in Singidunum und Viminatium Gräber mit christlichen Symbolen überliefert. In den römischen Märtyrerakten finden sich eine Reihe von Berichten über Christen, die während der Christenverfolgung Diocletians ums Leben kamen, so beispielsweise Nicander, Marcianus und Iulius in Durostorum, Dasius in Axiopolis, Hermylos und Stratonikos sowie Florus und Laurus in Ulpiana. Inwieweit zu dieser Zeit schon größere Gemeinden in der Region existierten, ist unbekannt. Die ersten Bischöfe in mösischen Städten sind erst für die Jahre nach dem Mailänder Toleranzedikt belegt. 325 werden in den Akten zum ersten Konzil von Nizäa Tomis, Markianopolis und Scupi als Bischofssitze erwähnt. Spätestens bis zur Mitte des 4. Jahrhunderts wurden in allen Städten der mösischen Länder christliche Gemeinden gegründet. 343 bei der Synode von Serdica bildeten die mösischen Bischöfe wegen der Nähe zum Tagungsort eine relativ große Gruppe. Die Reste frühchristlicher Kirchen aus der Zeit vor der Hunneninvasion in den 440er Jahren wurden in fast allen Städten an der unteren Donau und an der Schwarzmeerküste entdeckt, ebenso im Binnenland: In Ulpiana, Remesiana, Naissus, Serdica und Markianopolis.
In den christologischen Auseinandersetzungen des 4. und 5. Jahrhunderts bekannten sich die meisten Bischöfe der Region zur arianischen Lehre, der auch die Goten unter ihrem Missionsbischof Wulfila anhingen. In dessen Nachfolge stand auch Auxentius von Dorostorum. 343 in Serdica gehörte Bischof Ursacius von Singidunum zu den Führern der arianischen Partei. Auch im 5. Jahrhundert hatte sich die katholische Richtung in Mösien noch nicht durchgesetzt. Dorotheus von Markianopolis war im Jahre 431 auf dem Konzil von Ephesos ein treuer Anhänger des Nestorius und der Antiochenischen Schule.
Viele christliche Gemeinden Mösiens gingen durch die Angriffe der Hunnen nach 440 unter. Doch die Zerstörung war nicht allgemein und auch nicht langfristig. Trotz des Zusammenbruchs der Kirchenorganisation und der Flucht der Bischöfe erlosch das Kirchenleben nicht vollständig. In den Synodalakten und Bistumsverzeichnissen des 5. Jahrhunderts werden auch weiterhin nördlich des Haemus gelegene Orte genannt. Im Gefolge der byzantinischen Rückeroberungen setzte im 6. Jahrhundert unter Kaiser Justinian auch der Wiederaufbau kirchlicher Strukturen ein. Zum Zentrum der kirchlichen Verwaltung und Erzbischofssitz für die mösischen Länder bestimmte Justinian die von ihm neu gegründete Stadt Iustiniana Prima. Ende des 6. Jahrhunderts wurden die meisten mösischen Bistümer durch die Angriffe der Awaren und Slawen erneut vernichtet. Die Missionierung der Serben und Bulgaren seit dem 9. Jahrhundert konnte sich daher kaum auf die antike christliche Tradition der Region stützen.

### Von der Reichsteilung bis zum Ende der römischen Herrschaft

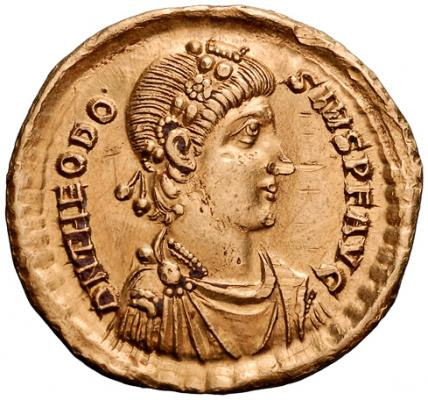
Theodosius
(378–395)

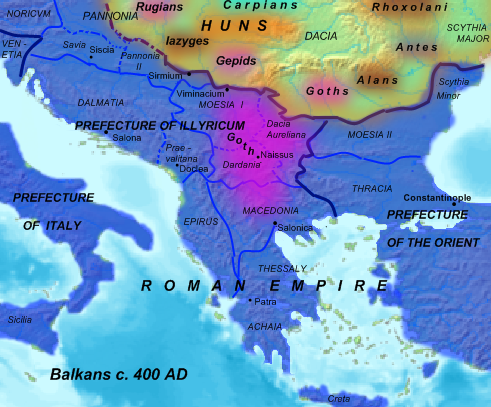
Die Balkanprovinzen und die Donaugrenze um 400

Obwohl Theodosius die Goten unter Alarich, der die Truppen der Föderaten anführte, zu Verbündeten gemacht hatte, konnte der Kaiser die Sicherheit der Donauländer nicht wiederherstellen. Die Hunnen griffen 394 in Dakien an und trieben weitere Goten über die Grenze auf römisches Gebiet. Noch im selben Jahr überquerten sie selbst die Donau und plünderten in Mösien.
Als Theodosius 395 starb, wurden seine beiden Söhne Kaiser: Honorius im Westen und Arcadius († 408) im Osten. Die Trennlinie zwischen den beiden Reichsteilen wurde dieses Mal so gezogen, dass alle mösischen Provinzen der Osthälfte zufielen. Der Gotenführer Alarich hatte gehofft, nach dem Regierungswechsel ein Kommando nicht nur über die Föderaten, sondern auch über Teile der kaiserlichen Legionen zu erhalten, also zum Heermeister aufzusteigen. Als diese Hoffnung enttäuscht wurde, nutzte Alarich die Unzufriedenheit seiner gotischen Untergebenen und ließ sich von ihnen zum König ausrufen. Von Niedermösien aus zogen die Westgoten dann mehrere Jahre lang plündernd über die gesamte Balkanhalbinsel und kamen bis zur Peloponnes.
Nur mit Hilfe des erfahrenen weströmischen Generals Stilicho konnten die Westgoten zum Abzug aus Griechenland bewogen werden, freilich ohne dass ihr Heer entscheidend geschlagen war. Deshalb entschloss sich die oströmische Führung, ihnen Siedlungsland in Illyrien und Obermösien anzubieten und Alarich zum Magister militum per Illyricum zu machen. In den folgenden Jahren hielt sich der größte Teil der Westgoten in Obermösien auf, von wo aus er Kriegszüge nach Italien unternahm. Im Jahr 408 zogen Alarich und die meisten seiner Stammesgenossen endgültig nach Italien weiter. Daraufhin konnte der Prätorianerpräfekt Anthemius die Donaugrenzen östlich von Sirmium wieder unter römische Kontrolle bringen. Nachdem 409 eine hunnische Invasion abgewehrt worden war, legte Anthemius Wert auf die Verstärkung der Donauflotte. Diese hatte sich in den vorherigen Kriegen als das geeignetste Instrument im Kampf gegen die Barbaren erwiesen, deren sehr bewegliche Truppen am besten an militärisch gesicherten Flussläufen aufzuhalten waren.

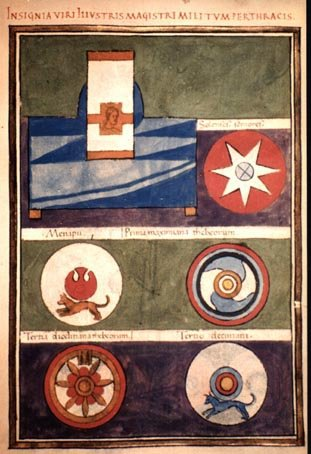
Notitia Dignitatum, Schildbemalungen von Einheiten, die um 400 in Moesia II und Scythia Minor stationiert waren

Um 430 stabilisierte sich das einige Jahrzehnte vorher entstandene Reich der Hunnen. Sein Machtzentrum wurde das von Westrom abgetretene Pannonien. Die Hunnen bedrohten nun ständig die oströmischen Grenzen auf dem Balkan. Kaiser Theodosius II. († 450) zahlte jährlich hohe Tribute an die Steppenkrieger, gleichwohl kam es um 434 zu einem kurzen Krieg mit König Ruas. Nach dessen Tod erneuerten seine Nachfolger Bleda und Attila den Vertrag mit dem Kaiser. Die oströmische Gesandtschaft traf auf einem Feld vor den Toren der obermösischen Stadt Margum mit den Gesandten der Hunnen zusammen und bekam von ihnen die Bedingungen diktiert: Herausgabe aller Gefangenen, Handelsfreiheit in den römischen Grenzprovinzen und einen jährlichen Tribut von 700 Pfund Gold. Trotzdem begannen die Hunnen 441 die Städte an der Donau anzugreifen. Sie legten Sirmium, Singidunum, Viminatium, Naissus und viele kleinere Orte in Schutt und Asche. Bei der zweiten Eroberung von Naissus 447 wurden von den Hunnen sogar Belagerungsmaschinen eingesetzt. Der Historiker Priskos, der als Gesandter des Kaisers zu Attila unterwegs war, berichtete, dass die wichtige Stadt nach diesem Angriff völlig verlassen worden war. Attila verlangte, dass die Römer das Gebiet südlich der Donau von Sirmium im Westen bis Novae im Osten auf einer Breite von fünf Tagesreisen räumten. Damit waren große Teile der mösischen Länder für das Reich verloren und Ostrom hatte für etwa ein Jahrhundert keine Kontrolle über die Donau, wenn auch der Anspruch auf diese Gebiete nicht aufgegeben wurde.
Die von den Hunnen in den 440er Jahren angerichteten Verwüstungen markierten einen tiefen Einschnitt für die Region. Die städtische Kultur war weitgehend vernichtet, staatliche und kirchliche Verwaltung existierten nicht mehr und der größte Teil der alteingesessenen Bevölkerung war verschwunden – getötet oder vertrieben. Wenn auch die mösischen Länder im 6. Jahrhundert noch einmal unter römischer Herrschaft stehen sollten, so waren doch die alten wirtschaftlichen, politischen und siedlungsgeographischen Strukturen irreversibel verloren.
Das hunnische Reich zerfiel kurz nach dem Tod Attilas († 453), die unterworfenen Völker machten sich selbstständig und manche von ihnen siedelten sich mit oder ohne Erlaubnis Ostroms in Mösien an. Dort dominierten zunächst die Ostgoten, neben denen aber auch Gepiden und Heruler ansässig wurden. Unter ihrem König Theoderich, der nominell als Heermeister des oströmischen Kaisers Zenon (474–491) operierte, verheerten die Ostgoten 474–488 den gesamten Balkan und wandten sich dann nach Italien. Das so entstandene Machtvakuum konnten die Gepiden nutzen, die nun Teile Pannoniens und Obermösiens unter ihre Kontrolle brachten. 504 entsandte Theoderich aus Italien Truppen, um Pannonien für die Ostgoten zurückzuerobern. Die Gepiden wurden im Jahr darauf besiegt und nach Dakien abgedrängt.
Das Vordringen der Ostgoten wertete Kaiser Anastasius als feindlichen Akt und es kam zum offenen Konflikt. Am Fluss Margus in Obermösien wurden die oströmischen Truppen aber geschlagen. Im Jahre 510 wurde ein Friedensvertrag geschlossen, der festlegte, dass Obermösien und das pannonische Bassiana bei Ostrom blieben, während die pannonischen Länder und Sirmium ostgotisch wurden. 512 wurde einer Gruppe von Herulern gestattet, sich als Föderaten bei Singidunum anzusiedeln. Der mit dem Tod Theoderichs († 526) einsetzende Zerfall des Ostgotenreichs ermöglichte es den Gepiden, erneut ein Reich im pannonischen Raum aufzubauen, dass auch Sirmium und Teile Obermösiens umfasste.

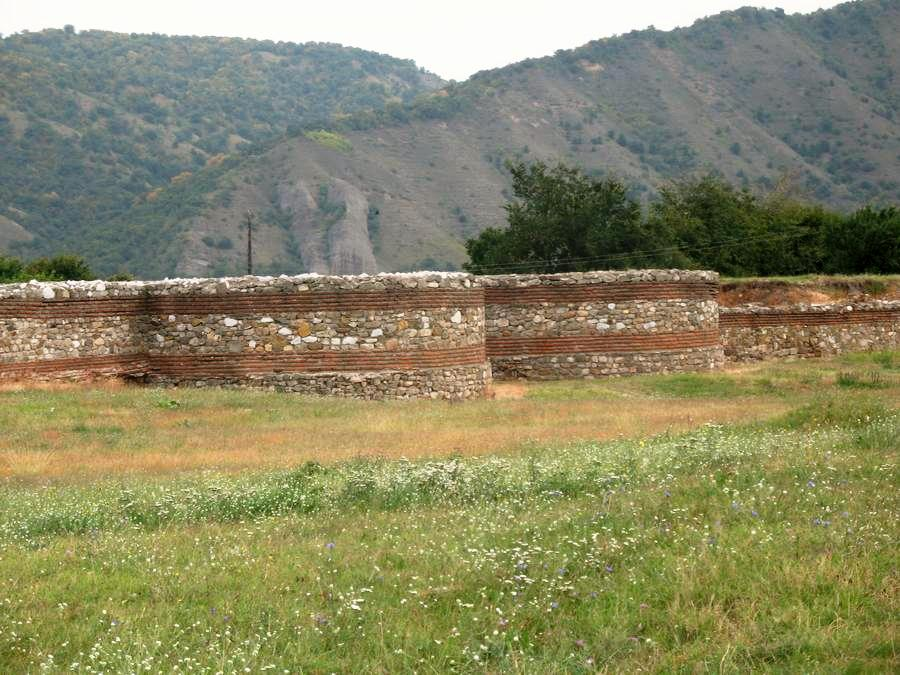
Das Diana-Kastell bei Zanes, gegründet um 100 n. Chr. unter Kaiser Trajan und vollständig neu errichtet unter Kaiser Justinian I.

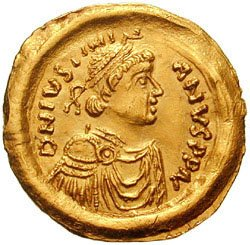
Justinian
(527–565)

Unter der Herrschaft Kaiser Justinians konnten viele Positionen an der mösischen Donaugrenze wiedergewonnen werden. Eine dauerhafte Sicherung gelang allerdings nicht, weil das Gros der oströmischen Truppen an der persischen Grenze und in Italien beim Gotenkrieg (535–553) gebunden war. Ein weiterer Grund war, dass sich die Zusammensetzung der mösischen Bevölkerung in den reichlich 150 Jahren zuvor tiefgreifend verändert hatte. Romanen und Stadtbewohner, die sich dem Reich verbunden fühlten, waren zu einer Minderheit geworden. Das Land war geprägt von germanischen, vor allem gotischen Siedlern. Dazu kamen Gruppen verschiedener Steppenvölker, vor allem Reste der Hunnen. Vor diesem ethnischen Hintergrund erwies es sich als schwierig, die römische Verwaltung in Mösien neu zu begründen. Gleichwohl startete Justinian in den wiedergewonnenen Gebieten ein umfangreiches Bauprogramm. Der Historiker Prokop vermerkte den Wiederaufbau dutzender Städte und Kastelle nicht nur an der Donaugrenze, sondern auch an der Küste des Schwarzen Meeres oder in Dardanien. Einige Kastelle und Städte, darunter Iustiniana Prima waren Neuanlagen ohne Vorgänger. Justinians intensive Bautätigkeit in den mösischen Provinzen dürften weniger von nostalgischen Heimatgefühlen – er stammte selbst aus Obermösien – als von strategischen Überlegungen bestimmt worden sein. Dem Kaiser war zweifellos bewusst, dass die Renovatio imperii im Westen nur gelingen konnte, wenn die Donaugrenze stabilisiert würde. Dies aber gelang schon zu Lebzeiten Justinians nur in Ansätzen.
Während Ostrom von der Schwäche der Gepiden, die seit 549 von den Langobarden und später auch von den Awaren bedrängt wurden, profitierte, drangen 548 und 550 zum ersten Mal slawische Stämme über Niedermösien ins Innere der Balkanhalbinsel vor. Erst vor den Toren Konstantinopels konnte 559 Justinians Feldherr Belisar einen Angriff der Awaren stoppen, die die nur schwach besetzte Donaugrenze allzu leicht überwunden hatten. 567 dagegen konnte Kaiser Justin II. nach dem Ende des Gepidenreiches Sirmium zurückgewinnen und am obermösischen Donauufer die Römerherrschaft vorläufig wiederherstellen.
Unter ihrem Großkhan Baian gingen die Awaren und die von ihnen abhängigen Slawen um 580 in die Offensive gegen das Byzantinische Reich. 582 konnten sie nach einer langen Belagerung die wichtige Stadt Sirmium einnehmen. Dort richtete Baian seinen Herrschaftssitz ein. Nach diesem Einbruch in die Verteidigungslinie an der Donau sah sich Kaiser Tiberius II. gezwungen Tribut an die Awaren zu entrichten, konnte damit aber keinen dauerhaften Frieden erkaufen. 584 setzten die Awaren den Krieg fort und ihnen fiel das zäh verteidigte Singidunum in die Hände. In diesem bzw. im folgenden Jahr verloren die Römer auch Viminatium, Ratiaria, Bononia und Augustae. Das bedeutete die völlige Auflösung des militärischen Systems in Moesia I und Dacia Ripensis. Auch die kirchliche Organisation dieser Provinzen wurde weitgehend zerstört. Da die Awaren aber keine Besatzungstruppen zurückließen, sondern mit ihrer Heeresmacht ins Innere Thrakiens vorstießen, konnte die römische Bevölkerung am obermösischen Donauufer weiter in ihren Städten leben und deren Verteidigungsanlagen wieder instand setzen. 585 überschritt ein weiteres awarisches Heer bei Durostorum die Donau und stieß durch Niedermösien nach Thrakien vor. Diesem Angriff fiel auch Marcianopolis zum Opfer, das völlig zerstört und danach wohl auch von der Bevölkerung verlassen wurde. Da der 583 auf den Thron gekommene Kaiser Maurikios im Osten durch den Krieg mit den Persern gebunden war, mussten seine Heerführer Komentiolos und Priskos die Balkanprovinzen in seinem Auftrag verteidigen, wofür ihnen aber nur wenige Truppen zur Verfügung standen. Beide erlitten Ende der 580er Niederlagen gegen die Awaren und Slawen. Es gelang ihnen nur einige feste Plätze an der Donau und im Landesinneren zu behaupten. Für die Versorgung der isolierten mösischen Städte und das Heranführen von Verstärkungen war die noch intakte Donauflotte von entscheidender Bedeutung. In Singidunum und anderen Orten wurden deshalb zu dieser Zeit neue befestigte Schiffsländen gebaut.
Nachdem Kaiser Maurikios 591 Frieden mit den Persern geschlossen hatte, konnte er seine Militärmacht auf dem Balkan konzentrieren. Er beabsichtigte die Zerschlagung des Awarenreiches und die Rückgewinnung der Donauprovinzen. 592 eroberten seine Truppen das offensichtlich zwischenzeitlich erneut von Awaren besetzte Singidunum zurück. Gleichzeitig verfolgten kleinere Einheiten slawische Plünderer in Mösien und stellten die Hauptverbindungsstraßen zwischen den römischen Städten südlich der Donau wieder her und sicherten sie. Priskos besiegte die Slawen und Awaren 593 mehrfach, bevor er ihnen über die Donau in die heutige Walachei nachsetzte und ihnen dort weitere Niederlagen zufügen konnte. Weil er sich gegen den Befehl des Kaisers nach Odessos ins Winterquartier zurückzog, konnten die Slawen um die Jahreswende 593/594 erneut die Donau überschreiten. Bei ihren Plünderungszügen kamen sie bis ins weit südlich gelegene Scupi. Priskos wurde daraufhin als Oberbefehlshaber von Petros, einem Bruder des Kaisers abgelöst. Gleichwohl waren sowohl Priskos als auch Komentiolos weiterhin als Kommandanten eigener Verbände auf dem Balkan aktiv. Petros konnte 594 durch einen Sieg bei Marcianopolis die Slawen zurückschlagen und sie über die Donau hinaus nach Norden verfolgen. Im Winter 597/598 belagerten die Awaren Tomis, das von Priskos aber gehalten wurde und im Frühjahr schlugen sie Komentiolos beim Kastell Iatrus an der Donau. Im folgenden Jahr wendete sich das Blatt zugunsten der Römer, die unter der Führung des Priskos nach Pannonien vordrangen und den Awaren in deren Kernland eine Niederlage beibrachten. 601 stieß auch Petros nach Pannonien vor und siegte in mehreren Schlachten. Als 602 sein Bruder den Soldaten erneut das Überwintern nördlich der Donau befahl, machte Petros, anders als Priskos neun Jahre vorher, keinerlei Anstalten, diesen Befehl zu missachten. Die Folge war eine Meuterei, die trotz der Beschwichtigungsversuche des Petros in eine Revolte ausartete, die zum Sturz des Maurikios führte.

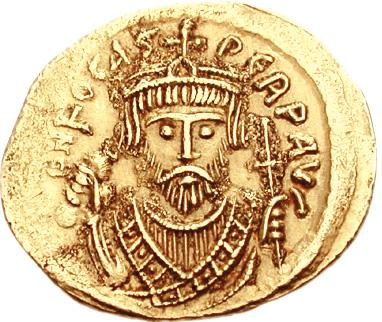
Phokas
(602–610)

Weil der neue Kaiser Phokas zunächst mit der Sicherung seiner Herrschaft in Konstantinopel befasst war, gingen die mühsam errungenen Erfolge auf dem Balkan bald wieder verloren. Unter Kaiser Heraklios (610–614) wurde Südosteuropa fast ganz von Truppen entblößt, weil diese an der persischen Front benötigt wurden. Das ermunterte Slawen und Awaren ab 612 zu neuerlichen Einfällen. Innerhalb weniger Jahre wurde nun die oströmische Herrschaft in weiten Teilen des Balkans beseitigt. 613 erfolgte die Zerstörung Novaes, 615 wurden Naissus und Serdika erobert und Justiniana Prima abgebrannt. Wenn sich auch einige Städte dank ihrer See- und Flussverbindungen mit Konstantinopel noch lange gegen die Awaren- und Slawenstürme behaupten konnten, so bedeutete doch der Einbruch im zweiten Jahrzehnt des 7. Jahrhunderts das endgültige Ende der römischen Provinzen in den mösischen Ländern. Sie hatten wohl schon seit Mitte des 6. Jahrhunderts nur mehr auf dem Papier und in der Ämterhierarchie des Hofes existiert, als dass sie funktionierende Verwaltungseinheiten waren. Nach 620 begann nun auch die dauerhafte Ansiedlung der Slawen auf dem Balkan. Dennoch bewahrten einige Städte entlang der Donau und ihrer Nebenflüsse in Mösien ihren römischen Charakter teilweise noch bis zum Einfall der Protobulgaren im Jahr 679 und standen bis zu diesem Zeitpunkt noch unter byzantinischer Herrschaft.